# ひろがるスカイ!プリキュア
『ひろがるスカイ！プリキュア』は、2023年2月5日から2024年1月28日まで朝日放送テレビの制作により、テレビ朝日系列で毎週日曜8時30分から9時に放送された、東映アニメーション制作のテレビアニメ。「プリキュアシリーズ」の通算20作目にして、18代目のプリキュアに当たる。
略称は「ひろプリ」。キャッチコピーは「ひろがる世界へ！ホップ！ステップ！ジャンプ！」。

## 概要
本作品でシリーズ20作目を迎え、公式的にも20周年記念作品としての位置づけがなされている。シリーズ初代プロデューサーにして、本作品ではエグゼクティブプロデューサーを務める、東映アニメーションの鷲尾天は「こんなに長く続けることが出来たのはひとえに皆様に支えられたおかげだと思っています」と、感謝の意を述べている。
本作品では、モチーフを「空」、テーマを「ヒーロー」、キーワードを「知ることで広がる世界」としている。「空」について鷲尾は「果てしなく広がる「空」、どこまでも青く澄み渡り、透明感あふれる壮大な世界。皆さんがイメージする「空」を体現するキャラクターが今作の主人公」と説明、「ヒーロー」については、ABCアニメーションプロデューサーの田中昂は「プリキュアシリーズは「変身ヒロイン」という言葉で表現されることもありますが、今回、私たちはあえて「ヒーロー」をテーマに選びました。多様に進化しながら、ひろがっていくプリキュアの歴史の中で変わらずに描き続けてきたこと、それは困難な道を自らの手で切り開き、先頭に立ってみんなを勇気づけてきた彼女たちの姿です。その姿を「ヒロイン」から「ヒーロー」として改めて捉え直したい、そういう思いでこのテーマを選びました」と説明した上で、「プリキュアシリーズが紡いできたヒーローとしての姿を、節目の年の集大成としてお届けいたします」と意気込みを語っている。
こうしたコンセプトもあり、本作品の主人公であるソラ・ハレワタール（キュアスカイ）は、主人公としてはシリーズで初めて、これまで多く用いられてきたピンクではなく青をイメージカラーとして採用、さらに現実世界における日本の少女ではなく、異世界出身の少女が主人公になるという設定が用いられている。この他に夕凪ツバサ（キュアウィング）は12歳の少年というレギュラーキャラとしては初めての男子プリキュア、聖あげは（キュアバタフライ）は18歳の成人女性のプリキュアといった試みも行われる。
出演声優のうち、虹ヶ丘ましろ（キュアプリズム）役の加隈亜衣は2020年放送の『ヒーリングっど♥プリキュア』でヒーリングアニマルのラビリン役を演じており、本作品ではプリキュア役としてレギュラー再起用となった。なお、加隈は「プリキュアに関わっていた全ての時間や経験が自分の宝物になった」と前回の経験を踏まえた上で、「そんなプリキュアにまた1年間参加できるなんて……。しかも今度はプリキュアとして……。え？？　夢？？？　と何度もなってしまいますね」と喜びのコメントを発している。
これまでのシリーズ作品と同様、本作品でも文字多重放送やデータ放送を実施している。データ放送では、サイコロを振って止まったマスの歴代全作品のプリキュアをアルバムに集めていくすごろくゲーム「サイコロふって！プリキュアコレクション♡」が遊べる。一方、前2作で実施された一部コンテンツは本作品では行われていない（詳細は後述）。
なお、本作品は2019年2月 - 2020年1月放送の『スター☆トゥインクルプリキュア』以来4年ぶりに放送の中断や放送話数・期間の短縮がない形で通年放送が行われた（後述も参照）。
本作品の最終話では『魔法つかいプリキュア!』以降行われていた次作品の主人公の本編先行出演は行われず、次回作『わんだふるぷりきゅあ!』のキュアワンダフルはバトンタッチ映像のみ登場する。

## ストーリー
天空に浮かぶ世界「スカイランド」。その日は王国の幼いプリンセスエルの誕生日であったが、エルはアンダーグ帝国の怪物・カバトンによって隙を突かれ、連れ去られてしまう。ヒーローを志す勇敢な少女・ソラ・ハレワタールはエルを救うべくワープ空間へ入り、いつしか全く別の世界「ソラシド市」にたどり着く。
文化や風習が異なる全く別の世界に来たことに戸惑うソラであったが、この時出会ったソラシド市の少女、虹ヶ丘ましろの家にエルとともに居候しながらプリキュアとしてエルを守りスカイランドに帰すため、戦うことになる。

## 登場人物

### プリキュア
ましろ、あげはは「ソラシド市」の住民であり、ソラ、ツバサ、エルは「スカイランド」出身。ソラとエルは第1話から越してきたほか、あげはも第18話からソラシド市の虹ヶ丘家に転居してきた（詳細は聖あげはの項を参照）。ツバサは1年程前から虹ヶ丘家に住んでいる。
ソラとましろは後述の通り「私立ソラシド学園」中等部の2年2組、あげはは後述の通り保育士になるために「ソラシド福祉保育専門学校」にそれぞれ通っている。
一人称はソラ、ましろ、あげはが「わたし」、ツバサが「ボク」、エルが「エル」（少女姿のエルは「わたし」）。
鷲尾天によると、メンバーに共通しているのは共に行動できる人であり、男の子だから、年上だから指導的な立ち位置として描いているわけではないという。
ソラ・ハレワタール / キュアスカイ
声 - 関根明良
9月20日生まれ。星座は乙女座で、血液型はA型。
本作品の主人公。天空の世界・スカイランド出身の少女。空のプリキュア「キュアスカイ」に変身する。髪と目は共に青、頭頂部にアホ毛があり、右の髪を縛ってサイドテール状にしている。真面目で礼儀正しく、家族以外には日頃から会話のやり取りの際に丁寧語で話すが、エルに危害を加える者に対しては、普段の丁寧語とは打って変わって荒い口調を見せることもある。口癖は「ヒーローの出番です！」。
物語開始当初、スカイランド王家直属の青の護衛隊に入隊するべく、故郷から城下町に赴いた矢先、王女であるエルがカバトンに誘拐される現場を目撃し、エルを取り戻すべく戦う中でそのままワープ空間に入り込んでしまう。やがてソラシド市にたどり着き、ましろと出会ったことで成り行き、虹ヶ丘家に居候することとなる。
運動神経抜群であり、幼いころに助けてくれた憧れの人（シャララ）のようなヒーローになるべく日々の鍛錬を欠かさない。このことから部活のお誘いがよくくる。スカイランド神拳の使い手であり、巨大な岩を素手の一撃で真っ二つに割る事が出来る。しかし、幼少期から単身修行に明け暮れる毎日を送り続けたため、ましろに出会うまで友達がおらず、当初は問題を抱え込むと周囲が見えなくなり、一人で解決しようとすることが多かった。やがて、プリキュアの戦いを通じてましろと共に絆を深めていくうちに、協力することの大切さを学んでいく。
憧れの存在であるシャララとはスカイランドに帰還した際に再会を果たしており、シャララが自身との出会いを記憶していたことを知り、感激する様子を見せている。
アンダーグ帝国との戦いを終えた後はツバサ、エルと共にスカイランドへ帰還したが、時折虹ヶ丘家に遊びに来ている。
番組開始に先駆け、シリーズの前作『デリシャスパーティ♡プリキュア』の2023年1月29日放送分（第45話）のCパートにもゲストとして前半は変身前、後半は変身後の姿で登場した。詳細は当該項目を参照。
虹ヶ丘 ましろ（にじがおか ましろ） / キュアプリズム
声 - 加隈亜衣
7月16日生まれ。星座は蟹座で、血液型はAB型。
ソラシド市に暮らす、中学2年生の少女。光のプリキュア「キュアプリズム」に変身する。髪は長いえんじ色で後頭部に髪の1部を纏めている。愛称は「ましろん」。ソラおよびツバサからは「ましろさん」、カバトンからは「わき役」と呼ばれている。優しく思いやりがあり、物知りで料理や自然などに詳しい。両親が海外赴任中のため、祖母のヨヨと2人で暮らしている。後述するようにヨヨはスカイランド出身者であるため、ましろも少なからずスカイランド人の血を引いている。あげはとは、幼なじみにあたり、小さい頃は人見知りであった。
平凡な日常を送っていたが、ある日突然異世界からやってきたソラとアンダーグ帝国の戦いに巻き込まれてしまう。後にソラがミラージュペンを奪われた上にランボーグに捕まり変身できない状況に陥り、ソラを助けたいと思う一心から自身の身体よりミラージュペンが出現し、カバトンの罵倒を受けためらうも、あげはの励ましによって決心し、プリキュアへと覚醒した。
日常生活では、ソラのテンションに振り回されつつも、彼女が時折見せる天然ボケに対し冷静にツッコミを入れるなど、常識人としての一面が多く見られる。その一方で、プリキュアとしてソラの役に立ちたいという思いが強く、問題を一人で抱え込もうとするソラを励ますなど、自身がかけがえのないパートナーということを常に意識している。
夕凪 ツバサ（ゆうなぎ つばさ） / キュアウィング
声 - 村瀬歩
5月21日生まれ。12歳。
虹ヶ丘家に居候する少年。翼のプリキュア「キュアウィング」に変身する。 髪の毛はオレンジ色で、頭頂部で渦巻き状になっており、左目が前髪で隠れているのが特徴。茶色の半ズボンを履いている。ソラと同様、目上の人物に対して丁寧語を使う。基本的に周囲からは「ツバサくん」と呼ばれており、あげはからは「少年」と呼ばれることが多い。本来は名字を持たないが、他人との交流などで必要に迫られることから、あげはとともに考えた便宜上の名字として「夕凪」を名乗っている。
その正体は、プニバード族と呼ばれるスカイランドに暮らす鳥の種族であり、ある嵐の日に空を飛ぶ練習をしていた際に時空の歪みからソラシド市に迷い込んできた経緯を持つ。
責任感が強く、プリキュアの能力を獲得してからは、自身をプリンセスを守る「騎士（ナイト）」と称し、常にエルの側に付き添っている。
夜中にエルの様子を見るため部屋に入り込み、話しかけていたところをソラに発見される形で存在が判明する。
生来の種族の性質故に空を飛ぶことができないことに引け目を感じている。しかし、かつて自身の父親が一度だけ空を飛ぶ姿を目の当たりにしたのを境に飛空への可能性を見出し、ソラシド市にやってきてからも独学で航空力学を学ぶなど、空への憧れを抱き続けていた。
UFO型ランボーグを用いたカバトンによる空からの奇襲の際、エルを守るために生身の状態で戦う過程でプリキュアの能力が覚醒した。以来プリキュアとして飛ぶことができるようになったため、飛行に関する書物を読むことは無くなっていたが、その過程で得ていた気象に関する知識が役に立ったことで、学んだことは今後に繋がり広がっていくことを気づき、更に知識を得るよう励むことになった。
鳥形態
プニバード族としての本来の姿（詳細はプニバード族の項目を参照）。体色はオレンジ色で、首に赤いネクタイのようなものを身に着けている。この姿の時には他の鳥と会話することが可能。
人間態が初登場する以前の第2話から毎回、虹ヶ丘家にあるアーチ型の門の上や屋根の上など各所に登場していた。また、連動データ放送でのオーバーレイ表示機能による「リモコン操作による時刻表示」でも姿を見せている。
聖 あげは（ひじり あげは） / キュアバタフライ
声 - 七瀬彩夏
ましろの幼馴染みの女性。8月8日生まれ。18歳、血液型はB型。誕生石はペリドット、ラッキーカラーはベイビーピンク。蝶のプリキュア「キュアバタフライ」に変身する。
幼い頃は虹ヶ丘家の近所に住んでいたためましろとは仲が良かったが、母の仕事の都合で別の街に引っ越したものの、以前から目標にしていた最強の保育士になるべく、専門学校へ通うためソラシド市に車でやってきていた。
愛車として四輪駆動の車を所有しており、「ピヨちゃん」と呼んでいる。
ある日、ソラとましろがランボーグの襲撃を受けている場面に遭遇し、プリキュアに変身する様子を目の当たりにしたのを機に、初めてプリキュアの秘密を知ることとなり、以来プリキュアのサポート役となっていた。
自分のコンプレックスからプリキュアになることに躊躇していたましろの背中を押したり、ソラがましろに本心を言い出せず迷っているのを見抜いてメイクで元気づけるなど、面倒見の良い性格を持つ。その一方で人のために張り切りすぎるあまり、人に頼らなくなってしまうこともあり、ソラたちから頼ってほしいと言われて以降はそうするようにしている。なお、ピーマンが苦手。
保育士の実習で向かった保育園がバッタモンダーの襲撃に遭い、プリキュアもランボーグによって動きを封じられる中、「最強の保育士もヒーローも目指すところは一緒、大切な人たちを守ること」とバッタモンダーに立ち向かったときにミラージュペンが出現、プリキュアへと覚醒する。その後プリキュアとしてチームに加わったことを機にソラたちと行動を共にすることが適切であると考えソラシド市へ転居、虹ヶ丘家に下宿することになった。
エル / キュアマジェスティ
声 - 古賀葵
3月12日生まれ。星座は魚座。幻のプリキュア「キュアマジェスティ」に変身する。
スカイランドの幼い王女。口癖は「えるぅ〜！」で、まだ幼いため当初は「ぷいきゅあ〜〜！」くらいしか喋れなかったが、徐々に「ソラ〜！」を初め、片言ながら言葉を喋れるようになる。ソラによれば就寝中は一人で寝言を発している。「エル」も本名が分からないので、ソラが声から便宜的に名付けたものであったが本名と判明する。プリキュアに変身し、更には新たな力をプリキュアに与える「スカイトーン」を生み出す不思議な力を持つ。
カバトンに誘拐されたのをきっかけにソラとともにソラシド市にやってくる。
外出する際は、当初ヨヨから貰ったスリングでソラやましろに抱えられていたが、ランボーグの攻撃で圧倒されてしまったスカイを見て心配する思いからスリングが虹色の舟型のものへと変化し、以降は自由自在に移動することが出来るようになった。
実際は一番星が国王夫妻に託した、スカイランドを救う力を持つ「運命の子」である。託された夫妻は実の子ではないにも関わらず、将来のために我が子のように育ててきた。エルの胸から一番星同様の紫色の光が出現したことから、ソラたちの元で成長してきたこともあり、夫妻はソラたちにエルを守り育てるよう託した。後に真の正体が一番星によって生み出されたエルレインの分身（あるいは転生体）に相当する存在である事が明かされている。
スキアヘッドの策略によってアンダーグ帝国にさらわれ、カイゼリンの元で囚われの身となっていたが、懸命に戦うプリキュアたちの姿を見て祈ると帝国から脱出すると同時に少女の姿となりそのままキュアマジェスティへと姿を変えて戦う。事の顛末を知らないソラたちがその正体について疑問を持つと自らマジェスティに変身したことを明らかにし、ソラたちも信憑性から信じたが肝心の変身ができなかったことでソラたちと方法を模索するようになった。アンダーグエナジーを注がれ凶暴化したミノトンと戦うプリキュアを見て、「大好きなみんなを守りたい」という思いで戦いの場に飛び出すと、それに呼応するかのようにミラージュペンが出現、変身を果たす。
スリクマスの夜に一番星となっていたエルレインと再会、彼女から力を授かったことで少女へと成長し、プリキュアとしてもキュアノーブルの力を受け継いだことで強力な力を使えるようになった。ただし空腹になると元の幼児の姿へと戻ってしまう。
番組開始に先駆け、ソラと同様にシリーズ前作『デリシャスパーティ♡プリキュア』の2023年1月29日放送分（第45話）のCパートのバトンタッチにもゲストとして登場した。

#### 伝説のプリキュア
エルレイン / キュアノーブル
声 - 庄司宇芽香
ソラ・ましろ・エルがマジェスティクルニクルンの力によってタイムスリップし、今から300年前、スカイランド歴556年のスカイランドで出会った当時の同国の王女。エルとは名前だけで無く容姿も成長した姿と瓜二つである（似ている理由は前述）。
カイザー率いるアンダーグ帝国の襲撃を受け、街が危機に陥ったとき、ソラから聞かされた言い伝えの通りに天に向かって祈ったところ、プリキュアとして覚醒する。
以来自ら先頭に立って国の復興に尽力しながらアンダーグ帝国と戦っていたが、カイゼリンの提案を受けてカイザーと和平の会談を行うことを決める。しかしカイザーが娘を騙してまで別働隊でスカイランドを襲撃したことから怒りのあまり変身し衝突、その戦いを止めさせるため間に入ったカイゼリンに重傷を負わせてしまう。これがきっかけで目が覚めたエルレインはカイザーにアンダーグエナジーでカイゼリンの傷を塞ぐよう提案するとともに、戦いのむなしさから和平を結ぶことを決める。
その後も両国は友好的な関係が続いていたが、突如としてアンダーグ帝国が一方的に関係を破棄したことから、今後起こりえる事態に備え自らの力をマジェスティクルニクルンとして残し、力尽きた後は一番星へと姿を変えた。
一番星
声 - 庄司宇芽香
1年前、天からスカイランド国王と王妃の前に声でのみ語った謎の存在。
2人に「じきにスカイランドが滅ぶ」と告げ、それを阻止するためにエルを託した。
その正体は力を使い果たして星となったエルレインで、星になって以降もキラキラエナジーを蓄え備えていたが、アンダーグ帝国の活動再開を知って今ある力を使ってエルを生み出し、国王夫妻に託しつつ、以来ソラたちプリキュアたちの戦いを見守っていた。
スリクマスの夜にエルの前に姿を見せ、残った最後の力を授けるとともに、命運をソラたちに託して消滅した。

### スカイランド
ソラやエル、ツバサの出身地でもある、天空に浮かぶ世界。エルの両親にあたる国王夫妻が大きな城で暮らしており、言語を解する様々な鳥類が人間とともに暮らしている。城下町には、宝石や食べ物などの店が立ち並んでいる。

#### 王族
国王
声 - 一条和矢
スカイランドの国王であり、エルの父。娘を溺愛している。
バッタモンダーに城が襲撃された際に要求を退け、エルを渡さなかったため、王妃と共に眠りの呪いをかけられてしまう。後にヨヨの作った「キラキラポーション」により目覚めた。
王妃
声 - 吉田小南美
スカイランドの王妃であり、エルの母。
バッタモンダーによって城が襲撃された際、国王と共に眠りの呪いをかけられてしまう。後にヨヨのキラキラポーションで回復した。

#### 青の護衛隊
スカイランドを守護する防衛隊の中で最強とされる部隊。ソラもエルを守った功績により見習いとして加入している。
シャララ
声 - 斎賀みつき
青の護衛隊の隊長を務める女性剣士。スカイランドにおいて最強の実力を持つ。
かつて窮地に陥った幼少期のソラを救い、ソラがヒーローを志すきっかけとなった人物でもある（詳細はソラ・ハレワタールの項目も参照）。
スカイランドにおいてバッタモンダーが放った巨大なランボーグの侵攻に推されつつあるプリキュアを援護するために単身で出撃し、腕を切断するものの、ランボーグの攻撃に飲まれ行方不明になった。この際出撃前にソラの自室に「立ち止まるなヒーローガール また会おう」という置き手紙とハートのスカイジュエルのペンダントを残している。その後地上に落下し重傷を負っていたところにバッタモンダーによってアンダーグエナジーを注がれ、シャララボーグの素体にされていたことが判明する。その後プリキュアと再び交戦するが、スカイとプリズムによるアップドラフトシャイニングで浄化されたのち、バタフライの回復技で一命を取り留めた。
アリリ
声 - 坂詰貴之
青の護衛隊の副隊長を務める男性。
ベリィベリー
声 - 松田颯水
青の護衛隊の女性隊員。護衛隊に憧れていたものの、小さい頃に腕に大きなケガをしたことが原因で3年間入隊試験に落ち続けた過去があり、そのこともあり自らを鍛え続けてきた努力家である反面、強さにこだわるようになっている。格闘戦を主体とし、右手に着けた宝石がはめ込まれたフィンガーレスグローブから電撃を放つことができる。
新たに加わったソラを敵視するも、模擬戦でソラに敗北。悔しさのあまり外で泣いていたところにバッタモンダーに目を付けられフィンガーレスグローブをランボーグに変えられ襲われてしまうが、プリキュアによって救出される。直後シャララから諭しを受けたソラが謝罪したことでこれを受け入れ、互いに認め合う仲となった。

#### ハレワタール家
シド・ハレワタール
声 - 櫛田泰道（第15話）→星野貴紀（第23話・第46話）
ソラの父。
レミ・ハレワタール
声 - 有賀由樹子
ソラの母。
レッド・ハレワタール
声 - 藤原夏海
ソラの弟。

#### 鳥類
遊覧鳥
声 - 高橋伸也
スカイランドにおける空の交通手段を担う鳥。自力で空を飛べない人間などの運搬を行っている。饒舌であり、客に対して気さくに話しかける。

#### ツバサの家族
カケル
声 - 鳥海勝美
ツバサの父。職業は画家。プニバード族であるため、普段は空を飛ぶことができないが、かつて遊覧鳥から落ちかけたツバサを助けるため、一度だけ無意識のうちに空を飛んだことがある。
プワ
声 - 佐藤聡美
ツバサの母。彼のことは「ツバサちゃん」と呼んでいる。

#### その他
竜族
声 - 安元洋貴、杉崎亮
浮島に住む竜の一族。遙か昔スカイランドに暮らしていたが、その姿を見た住民が恐れを抱いたことで危害を加えたくないとこの浮島に移り住み、ハレバレジュエルを守り磨き続けていた。
かつては飛ぶことはできたものの、長い年月を経て翼が退化し飛べなくなっていた。スキアヘッドの襲撃を受けるも、ウィングの言葉によって勇気を出したことで再び飛ぶことができるようになった。
ダン・デライオン
声 - 小市眞琴
ミュージカルショー「ドリームステージ」のオリジナルキャラクターで、スカイランドにある島の一つ「シッポアールランド」に住むライオンの少年。バッタモンダーがランボーグで破壊活動していることに憤慨し、ひとりで破壊されたところを直していた。そこへ迷い込んだソラ達と出会う。
デライオンの一族だが気が弱く、兵隊に選ばれなかったということで落ち込んでいたが、大切にしている歌があり、ソラたちにも教える。終盤この歌が形勢逆転の鍵となる。
バッタモンダーに騙されてソラのスカイペンダントを奪ってしまうが、利用されたことに気づいた後は後ろめたさを持ちつつもソラに謝罪、自分もバッタモンダーを追い払うべく加勢する。

### アンダーグ帝国
本作品におけるプリキュアの敵対勢力。カバトンから「暗黒の世界」と称されていること以外、本拠地などの情報が明らかにされておらず、ヨヨですらその場所を把握していない。
何らかの目的で不思議な力を持つスカイランドの王女・エルを誘拐しようと目論んでおり、それを阻止しようとするプリキュアたちと敵対することになる。
本編から約300年前にスカイランドと戦争を起こしていたものの、当時の皇女であったカイゼリン・アンダーグの尽力により和平が結ばれていたが、後にカイゼリンが和平を破棄した経緯がある。
現代における戦いが終息した後は再びスカイランドとの和平が締結され、帝国も存続している。

#### 上層部
カイゼリン・アンダーグ
声 - 本田貴子（少女時代：内田真礼）
アンダーグ帝国を統べる女帝にして最高指導者。カバトンからは非常に恐れられており、ミノトンからは「陛下」と呼ばれている。当初はカバトンに「プリンセス・エルを連れて来い」と命じた声のみの謎の人物として描かれていたが、スキアヘッドの登場によりその正体が明らかになった。
赤にベージュの入った髪型に、紫色の口紅と薄紫色のアイシャドウを付け、へそ周りには青いハート型の模様を入れている。普段は黒と白と赤を基調としたドレスを着ていて、自ら戦線に赴く際には刺々しい腕輪をつけたパンクロック風の格好をして赴く。
スキアヘッド曰く「気まぐれなお方」。スキアヘッド以外の部下を使い捨て程度にしか考えていない模様で、失敗続きのカバトンに「役立たずに価値はない」と言い放っている。
雷を操る能力を持っており、カバトンの粛清やミノトンの仕置きに使用している。また使役するアンダーグエナジーの量も桁外れで、指を鳴らすだけでランボーグの軍勢を召喚できると豪語し、マジェスティック・ハレーションを真っ向から打ち破るほどの圧倒的な実力を持っている。しかし、後述のように負った300年前の傷は現在でも回復し切っておらず、力を入れすぎるとその古傷が開いてしまうという弊害がある。
300年前は現在のような冷酷非情な性格とは異なり、争いを好まない優しい性格の持ち主であった。カイザーがスカイランドを襲撃する光景には悲痛な様子を見せており、エルレインには「争いを止めてほしい」と話していた。しかし、自身を騙してスカイランドを襲撃していたカイザーの行動に怒りに燃えたキュアノーブルとカイザーの争いが再び勃発。その際に二人の争いを止めようと身を挺して飛び出し、胸に致命傷となる傷を負ってしまうが、カイザーのアンダーグエナジーによって傷は塞がり、この行動によって二人は和解。スカイランドとアンダーグ帝国の和平が成立した。
本人によれば、和平が結ばれた後にキュアノーブルが裏切ってカイザーを殺したために彼女に深い憎しみを抱いており、それゆえスカイランドへの復讐を誓い、エルレインの分身体に当たるエルを狙っていた。しかし、それはスキアヘッドが植え付けた偽の記憶であり、全ては父・カイザーと同じように力こそが全てと語っていたスキアヘッドの計略であった。
スキアヘッドが消滅した事により全てを失ったとして自暴自棄になり、スカイランドに襲い掛かるも、プリキュア達に浄化される。しかし、その直後に復活したスキアヘッド（ダークヘッド）に背後から刺され、カイザー暗殺の真実とダークヘッドの真の目的を告げられ、「自分の信じていた事は全て偽りだった」と絶望の涙を流す。そのままダークヘッドに連れ去られるが、キュアプリズムがダークヘッドを倒したことで解放され、胸の傷も消滅・治癒し、プリキュア達と和解を果たした。その後はダークヘッドが再び自身を懐柔しようとした際には、プリキュアたちの新たな絆を信じ彼の言葉を跳ね除けて拒絶している。
スカイランドと再び和平を結んだ後は300年前にやっていたぬいぐるみ作りを再び始めており、エルにキュアマジェスティのものを作って欲しいと頼まれるなど彼女との交友は続いている模様。
モンスターカイゼリン
スキアヘッドがプリキュアに敗れて消滅した事により「今の私には何もない」と自暴自棄になったカイゼリン・アンダーグがアンダーグ・エナジーを取り込んで変貌した姿。下半身が蔦状に黒く覆われ、悪魔の羽根が付いた容姿になる。カイゼリン自身の自我は殆ど失われており、自ら「カイゼリン・アンダーグはもういない。『力』!それが我が名なり!」と言い放つ。
怒りのままスカイランドのバリアを破壊し、キュアプリズムのプリズムシャインも一度は無効化したが、キュアスカイの説得により僅かに残っていた本心が反応した隙に2発目のプリズムシャインを受け、アップドラフト・シャイニングにより浄化され、元の姿に戻った。
スキアヘッド
声 - 宮本充
カイゼリン・アンダーグ直属の側近。
スキンヘッドの頭に鬼のような角を生やしたモノクルを掛けた長身の男の姿をしている。カイゼリンが「お前しかいない」と最も信頼を寄せている部下で、300年前から彼女に仕えている古参の幹部でもある。
基本感情をあらわにしない無表情で、カイゼリンの命令には忠実に従う。カイザーと同じように力こそが全てと語っており、幼い頃のカイゼリンにもそれを言い聞かせてきていた。
キョーボーグを召喚する際にはモノクルに手をかけた後に地面に触れながら「アンダーグエナジー召喚」のかけ声の下、キョーボーグの素となる「アンダーグエナジー」を二つの物体に融合させる。またアンダーグエナジーを一声唱えるだけ自在に操る能力を持っており、「開け」で空間転移するゲートを開き、「守れ」で強靭な防御壁へと変化、「弾けろ」の号令で全方位に破裂させたエナジーの散弾を放って攻撃する。
失敗続きの幹部達に代わって自らプリンセス・エルを誘拐し、目的を果たした後、プリキュアとの戦闘では圧倒するが新たにキュアマジェスティが現われた事により退散した。その後はプリキュアに覚醒したエルを誘拐する必要意義も無くなったとして、カイゼリンの承諾の上で排除しようと目論む。
最終決戦、スカイランドがバリアに覆われたのを機にカイゼリンの静止も無視して出撃。ランボーグを5体生み出してバリアを破壊しようとするも、あと一歩のところでスカイとマジェスティに阻止される。力の差を悟ったスキアヘッドはスカイとマジェスティを道連れに自爆しようとするが、マジェスティのマジェスティックベールに阻まれてそれすらも果たせず、天に向かってカイゼリンに対してお詫びの言葉を残しながら消滅していった。しかし、カイゼリンがプリキュアに敗れた直後に復活し、彼女を背後から突き刺してダークヘッドとしての正体を現す。
ダークヘッド
スキアヘッドの真の正体。アンダーグ帝国を裏から支配していた本作品の黒幕であり、自らを「アンダーグエナジーの化身」と称する。
素肌が暗い紫色になり、額に短い三本目の角が生え、服装も右腕と胸部が露出し、その胸元に黒い穴が開く等、邪悪な外見になる。
カイザーを始末し、カイゼリンにアンダーグエナジーによってキュアノーブルが裏切って殺したという偽の記憶を植え付け、スカイランドとアンダーグ帝国の和平を断絶させた。カイゼリンへの忠誠心も偽りであり、スカイランドとアンダーグ帝国の争いを止めた彼女にヒーローの素質を見出し、自身の器とする事を目的にしていた。
カイゼリンがプリキュア達に敗れた直後に正体を現し、カイゼリン以上のヒーロー性を見せたキュアスカイを新たな器とすべく、カイゼリンをアンダーグ帝国へと連れ去ってプリキュア達を誘き寄せる。キュアプリズムを盾にすることでスカイを乗っ取る事に成功し（後述も参照）、それまでの冷静な態度から一転して狂喜乱舞するが、プリズムを始末しようとした際にスカイの意識に抵抗され、スカイを想うプリズムのプリズムシャインを受けてスカイの体から追い出される形で消滅した。
ダイジャーグ
スカイとプリズムに一度倒されたダークヘッドの残留思念が変化した姿で、巨大な蛇の姿をしている。ダークヘッドの自我は残っているが、基本的には「ダイジャーグ!」と唸り声をあげて力のままに暴れまわるだけの存在となっている。プリキュアたちの猛攻の前に追い詰められ、カイゼリンを再び懐柔しようとしたが彼女に拒絶され、ソラシド市に逃げ込んで最後の悪あがきをするもマジェスティック・ハレーションを受けて浄化され、彼女たちの力を思い知って敗北。「ハレワタッタ〜」と言いながら昇天していった。
カイザー・アンダーグ
声 - 武虎
300年前のアンダーグ帝国の支配者でカイゼリンの父。力こそが全てと豪語する傲岸不遜な性格であるが、その一方で娘のカイゼリンに対しても厳しい言葉を投げかけつつも、彼女が傷ついたときには号泣する父親としての情愛が垣間見える。
スカイランドの侵攻を目論見、自らランボーグの軍勢を率いて前線に立っていた。キュアノーブルことエルレインとも対立していたが、身を挺して争いを止めたカイゼリンの行動によって「戦いが産むのは涙だけ」と知り和解、スカイランドとの和平を結んだのであった。その後はエルレインと交友を深めようとするカイゼリンに付き添っていたが、和平を良しとしていなかったスキアヘッドの裏切りによって始末されてしまった。

#### 幹部
幹部たちの共通点として額に黒い小さな結晶のようなものがついており、そこを赤く点灯させることによって様々な能力を使用することが可能。
三人はそれぞれの経緯でプリキュアとは和解。最終決戦では彼女たちをサポートをするためにスカイランドに駆けつけ、国を救うことに成功した。アンダーグ帝国がスカイランドと再び和平を結んだ後は、カイゼリンの部下へと復職している。
カバトン
声 - 間宮康弘
紫色の豚のような姿をした男性怪人。出っ歯とモヒカンが特徴。手首と肩にトゲ付きのプロテクターを装着しており、左腕に赤いハートのマークがある。一人称は「オレ」もしくは「おれさま」で、「～なのねん」「オレ、TUEEE！」が口癖。乱暴者な性格で強い者こそが正義であると考え、口癖の示す通り自らの強さを誇り、格下とみた相手を「YOEEE！」と見下す。また一般人を「わき役」と呼ぶ。
ソラからは出会った当初、「カツドン」「カバピョン」等、何度か名前を間違えられることが多かった。
ランボーグを召喚する際には、左手の人差し指を上に差し出した後、大きく手を開きながら地面にかざし「カモン！アンダーグ・エナジー！」というかけ声の下、ランボーグの素となる「アンダーグエナジー」を発生させ物体に融合させる。強化型のランボーグを召喚する際は、自身が食べた食物のカロリーを消費して生み出すが、おでんなどカロリーの低いものを食べて消費させると痩せ細った姿になってしまう。その他、「カバトントン！」の掛け声で額にある小さな結晶が赤く点灯し、筋力増強や瞬間移動のほか、小さな紫色の豚から通常形態への変身といった様々な能力を発揮することができる。
エルを誘拐できない状況が続き最後通告が下されたため、全ての元凶と考えたソラ相手に1対1の勝負を申し込み、後述の強化形態になって戦うもスカイに敗北。それでもなお約束を反故にしてエルをさらおうとするもアップドラフト・シャイニングで浄化される。直後に広がった暗雲によって粛清されそうになるが、スカイによって身を挺して救われたことで、自身には無かった勇敢な姿勢の中に本当の強さを見出し、敗北を認めた。以降は改心しソラシド市で新たな生活を始めている。その後はソラシド市で真っ当に働いているらしく、アパートの隣の部屋にはバッタモンダーが住んでいるが、お互いに相手には気付いていない。
最終決戦ではミノトンと共にランボーグの群れに立ち向かい、プリキュアたちがアンダーグ帝国に潜入した際には自身の力でソラシド市に空間転移するゲートを作り、プリキュアたちの勝利に一役買った。アンダーグ帝国とスカイランドが和平を結んだ後は、「これが正しいと思った」という理由からカイゼリンの部下へと戻っている。
強化形態のカバトン
カバトンがそれまで3日間強化した「アンダーグエナジー」の素を自身の体に融合させ強化した姿。強化形態の姿へ変態する際は、エナジーの素を持っている右手を大きく開きながら地面にかざし「カモン！MAXアンダーグ・エナジー！」というかけ声の下、アンダーグエナジーを体全体に染まらせ巨大化させる。
肉体は巨大化し、額にある小さな黒い結晶にエナジーの素が染まるほか、ランボーグと同様、目の周りに黒いアイマスクのような形をしている。攻撃力も強化されており、パンチを次々と放つ程の強さを持つ。最終的にスカイの個人の浄化技である「ヒーローガールスカイパンチ」では一時的に倒れて気絶した後すぐに回復するため通用せず、スカイとプリズムの浄化技である「プリキュア・アップドラフト・シャイニング」でなければ浄化不可能。プリキュアの技を受けると「スミキッタのね〜ん」と言いながら元の形態に戻り、額に染まっていたエナジーの素も消滅する。
バッタモンダー
声 - KENN
緑色の長髪が特徴の痩身の男性幹部。普段は冷静かつ理知的な性格で自らを「優しい」と称し、一人称が「僕」の落ちついた口調で話す。弱い相手を憐んで見下しており、自らは弱い者には手を出さないと公言している。しかしその本性は非常にプライドが高く、自身にとって気に入らないことが起こると一人称が「オレ」に変わり、「あっ？ふざけんなよ？」などと乱暴な口調になるほか、相手が子供であっても容赦なく手を上げるほどの気の短さの持ち主でもある。また一般人は「外野」と呼ぶ。
元々アンダーグ帝国ではカバトンやミノトンよりも実力差で劣っており、幹部の中では非力な落ちこぼれ的存在でスキアヘッドからも「力もないのに足掻き続けるのは見苦しい」と嫌われていた。このようなことから「頑張っても報われるのは才能や力があるやつだけ。無い者は落ち葉のように散ってしまう」と自分を卑下している。
ランボーグを召喚する際には、右手を上に差し出して指を鳴らした後、大きく手を開きながら地面にかざし「カモン！アンダーグ・エナジー！」というかけ声の下、ランボーグの素となる「アンダーグエナジー」を発生させ物体に融合させる。その他は基本的に「バッタモンモン」の掛け声で瞬間移動を始めとする様々な能力を発揮することができる。
スカイランドで凄まじい怒りを見せたソラに撤退させられプライドを著しく傷つけられたことに憎悪し、本来の任務よりも彼女への復讐を優先に行動を移していた。その時に逃げた先で見つけた瀕死のシャララを素体にシャララボーグを作成し、それを最後の作戦として投入。ソラをプリキュアに変身できなくなるほどに心身共に追い詰め、更にはより彼女を苦しめるために他の3人を狙ってソラシド市を襲撃させたが、最終的に再び戦う決意をしたソラとプリキュアたちによってシャララボーグは浄化。それでも自身に止めを刺そうとしないソラに再び嫌がることをすると敵対心を剥き出しにしていたが、「どんなことをされても負けないくらい強くなる」と彼女に真っ向から返されて完全に打ちのめされる。
その後はプリキュアへの復讐を誓いつつ、アンダーグ帝国から逃れるためにソラシド市でアパートを借り、若い男性に変身して「紋田」という名前でアルバイトで生計を立てていた。アパートの隣の部屋にはカバトンが住んでいるが、お互い相手には気付いていない。プリキュアの評判を落とそうとしたり、ましろの夢が絵本作家になることであるとたまたま耳にして潰そうとするなどをしていたが、いずれも失敗に終わっている。
その間はソラたちには正体がバレていなかったが、ましろの落ち葉を題材とした絵本を読んだときに感情的になって破り捨てたことにより彼女に正体がバレてしまい、開き直ってミラージュペンを強奪してその場は逃走。その直後に遭遇したスキアヘッドに最後のチャンスとしてアンダーグエナジーを手渡されてプリキュアを倒すように指示され、話したいと会いに行ったましろの前で自らアンダーグエナジーを取り込んで強化形態へと変貌した。しかし、スキアヘッドの言葉に「自分の価値は自分で決めるもの」とましろが反論したことでそれに感化されたかのようにスキアヘッドからミラージュペンを奪い返して彼女へと返却。その直後にアンダーグエナジーに飲まれて暴走状態になったため、プリキュアと戦い追い詰めるもプリズムがプリズムシャインで心に訴えかけたことで鎮静化したところをマジェスティック・ハレーションで浄化され、元の姿へと戻った。その後「お人好しもここまで来ると呆れる」などと悪態を突きながらもソラたちとは和解し、ましろに対して絵本を破り捨てたことを謝罪しながら立ち去っていった。
最終決戦では空間転移するゲートを作って住民たちを避難するようにサポートしており、ダイジャーグの逃亡先を自身の捻くれ者としての見解から助言した。アンダーグ帝国とスカイランドが和平を結んだ後はカイゼリンの部下へと戻ったが、彼女の前で相変わらずの憎まれ口を叩いて憤慨したカバトンとミノトンに詰め寄られる姿が描かれている。
ミノトン
声 - 酒井敬幸
茶色の牛のような姿をした男性怪人。武闘家のような歌舞伎の隈取のメイクをした顔に2本の牙が特徴。一人称は「われ」、他人称は「貴様」。
正々堂々の勝負を好む武人肌であり、心身の鍛錬を最も重視し、義理堅さと礼節を弁えている。一方で、自分とは正反対のカバトンのことは「下品で下劣な愚か者」として嫌っており、武人の風上にも置けないとまで酷評している。武人である事に拘りを持ち、エルをかばうプリキュア達に襲い掛かるランボーグから助けるといったフェアな精神の持ち主。プリキュアと戦う前にトレーニングは欠かさず、自身もエルを誘拐するという任務は命じられてはいるものの、「プリキュアを倒した後でよい」とあくまでもプリキュアとの真剣勝負を優先している。
ランボーグを召喚する際には、右手の拳を上に差し出した後に地面にかざし「来たれ！アンダーグ・エナジー！」というかけ声の下、ランボーグの素となる「アンダーグエナジー」を発生させ物体に融合させる。自身が召喚したランボーグをいとも簡単に受け止めて投げ飛ばしている。召喚したランボーグの強さは召喚した者の強さに直結している事から、カバトンやバッタモンダーよりも実力は上であると思われる。 また、退散する時は「ミノトントン」の掛け声を使う。
プリキュアとの敗北が続く中、いつものようにトレーニングをしている際中にカイゼリンが登場。そこで本来の任務よりも自己の行いを優先するような発言をしたため、カイゼリンの逆鱗に触れて彼女の制裁を食らった後に、スキアヘッドの能力で強制送還させられてしまう。その後はスキアヘッドにあやつり人形同然に扱われており、アンダーグエナジーを注入されて以前の武人の心を消された巨大な姿となってプリキュアに襲い掛かる。エルが変身したキュアマジェスティに圧倒されてアップドラフト・シャイニングで浄化されるが、スキアヘッドに強制送還させられた。その後、スカイランドの湖の遺跡にて再び巨大な姿となって現れ、アンダーグエナジーを摂取してパワーアップしつつ襲い掛かるも、5人の必殺技「プリキュア・マジェスティック・ハレーション」によって再び浄化させられスキアヘッドの支配からも完全に解放された。武人の心を取り戻してくれたプリキュアたちに感謝の言葉を述べて握手を交わしながら和解し、また再開できることを期待しつつその場から去っていった。
最終決戦ではカバトンと共にランボーグの群れに立ち向かった。その際には拳が光っており、本人曰く「鍛えたら光った」とのこと。

#### 怪物
ランボーグ
声 - 相馬康一
アンダーグ帝国の刺客達が使役する怪物。黄色く丸い目をしていて、目の周りが黒い四角のアイマスクのようなもので覆われており、左目の部分に斜めの傷のような黒い線が特徴。「ランボーグ！」と発声する。また、頭頂部にトレードマークの青黒いモヒカンがある。
幹部が放つ「アンダーグエナジー」という闇のエネルギーを無機物などの物体に宿させることによって生み出される。ミノトン曰く「召喚したものの強さがそのままランボーグの強さに直結する」とのことで、実際にミノトンの召喚したランボーグはプリキュアを苦戦させることもしばしば。
プリキュアの技を受けると「スミキッタ〜」と言いながら消滅して元の物体に戻ると同時に周囲にキラキラエナジーが生成され、周囲に割れた地面や瓦礫なども自然と修復される。
なお、プリキュアの技以外ではアンダーグエナジーが残留するために完全に浄化し切ることは不可能で、バッタモンダーがこれを利用して巨大なランボーグを生み出したこともある。
強化形態のランボーグ
ランボーグの強化態で、カバトンが食べた食物のカロリーを消費する形で力を与えたことによって生み出される。また、UFOなど物体によっては「ランボーグ！」と発声しない怪物も存在する。
外見や発声は通常のランボーグとほとんど変わらないが、右目にある黒いアイマスクのような形に尖った模様がついているほか、通常のランボーグよりも攻撃力がはるかにパワーアップしており、スカイとプリズムの個人の浄化技では浄化できず、「プリキュア・アップドラフト・シャイニング」でなければ浄化不可能。
融合する物体によるが、電車や巨大なUFOなどは、カバトンが操縦する形でプリキュアを襲うこともある。
シャララボーグ
スカイから逃げた後のバッタモンダーが、負傷したシャララをアンダーグエナジーで取り込んだ、彼女のランボーグ。彼女同様、光る剣とマントを身につけており、剣を使って攻撃する。また彼女の生命を繋いでいるため、攻撃すると彼女にもダメージを与えてしまう仕組みとなっている。
キョーボーグ
声 - 相馬康一
スキアヘッドが使役する強力な怪物。目の周りの黒いアイマスクは曲線が多くなり、涙のような四本の線が流れているのが特徴で、「キョーボーグ！」と発音し、行動時には「キョキョキョキョ！」と叫び声を上げる。頭頂部のモヒカンは赤色になっている。
ランボーグとは異なり、二つの物品にアンダーグエナジーを注ぎ込んで融合されることによって生み出されている。従来のランボーグよりも戦闘能力は高く、フルパワーでの攻撃はキュアマジェスティですら圧倒する威力を持つ。
プリキュアの技を受けて浄化される際にはランボーグと同じように「スミキッタ〜」と言いながら消滅して元の物体に戻る。

### プリキュアの家族
ソラ、ツバサおよびエルの家族はスカイランドを参照のこと。

#### 虹ヶ丘家
虹ヶ丘 あきら（にじがおか あきら）
声 - 高橋大輔
ましろの父。妻のまひるとともに海外赴任している。娘を溺愛しているため、26話の帰宅の際泣きながら抱きついていた。また娘の顔入りシャツを作った。
虹ヶ丘 まひる（にじがおか まひる）
声 - 慶長佑香
ましろの母。ましろとは時折Web会議システムを使ってリモートで会話している。
虹ヶ丘 ヨヨ（にじがおか ヨヨ）
声 - 塩田朋子
ましろの祖母。眼鏡をかけた白髪の女性。後頭部でポニーテール状に纏めた長い髪が特徴。
ましろがソラ達を連れて来た際、顔色一つ変えることなく家の一室を下宿先として貸し与え、迎え入れた。プリキュアたちが何らかの形でこじれたときに手助けをして後押ししてくれる存在でもある。
正体は、スカイランド出身の高名な博学者（国王曰く「ハイパースゴスギレジェンド名誉博学者」）であり、50年前に調査のためにソラシド市に降り立ち、そのまま住み着いた経緯を持つ。重要な物事を頼まれることもあるなど王家の信頼も厚く、エルとは面識があると見られる発言もある。また、家にあるミラーパッドによって遠く離れたプリキュアの様子を見ることもある。

#### 聖（早乙女）家
まりあ・かぐや・あげはは3姉妹で、両親は3人の幼少期に離婚、まりあとかぐやは父に引き取られ早乙女姓を名乗り、あげはは母に引き取られ聖姓を名乗るようになった。別の家庭で育ちながらも時折姉妹で会うなどしている。
早乙女 まりあ（さおとめ まりあ）
声 - 牧野由依
あげはの姉の一人。読者モデル出身の人気ファッションモデルで、女優としてもドラマのヒロインを演じ、人気があがっている。
早乙女 かぐや（さおとめ かぐや）
声 - 千春
あげはの姉の一人。モデルの傍ら「KAGUYA」というブランドを持つファッションデザイナーとして海外からも注目されている。

### 私立ソラシド学園
舞台となるソラシド市に所在する学園で、中等部にはましろが在籍、ソラも第7話で転入する。
制服は濃い青を基調としており、男子は学生服、女子は水色の襟がついたセーラーブレザーとスカートを着用、留め金がハート型のベルトを締め、胸元には黄色いリボンを着けている。夏服は女子は白地に水色の襟とタイがついたセーラー服。なお、これまでのシリーズ作品で見られた、イメージカラーのリボン着用などの主要キャラクター特有の着こなしは、本作品では見られない。
先生
声 - 石川藍
名称不明。入ってきたソラを不法侵入とみなす。
雑木林 おさむ（ぞうきばやし おさむ）
声 - 近藤浩徳
国語教師。担任を務めている。
仲田 つむぎ（なかた つむぎ）
声 - 社本悠
ソラとましろのクラスメイト。ボブカットヘアーの女子。
吉井 るい（よしい るい）
声 - 石川藍
ソラとましろのクラスメイト。ポニーテールの女子。
軽井沢 あさひ（かるいざわ あさひ）
声 - 鵜澤正太郎
ソラとましろのクラスメイトの男子。
四宮 たまき（しのみや たまき）
声 - 松本沙羅
女子野球部のエースで、バッテリーを組むかなめと共に「たまかなコンビ」と呼ばれている。肘を痛め連続優勝がかかった大会で投げられなくなったことからチーム強化のためにソラに特別コーチを依頼する。肘の手術が必要と診断され、大会当日でもある手術当日に病院を抜け出すが、キョーボーグが出現し、たまきの目の前で変身したソラに勇気づけられ、手術を受けた。
扇 かなめ（おうぎ かなめ）
声 - 西墻由香
女子野球部に所属する3年生で、たまきと共に「たまかなコンビ」と呼ばれている。たまきと共にソラに特別コーチを依頼する。たまきに肘の手術を受けるよう説得し、大会ではたまきに代わって投手として出場し、連続優勝を成し遂げた。

### その他のキャラクター
宮田 緑（みやた みどり）
声 - 山口享佑子
関西弁を話す、初老の女性。海外へ引っ越してしまう孫へのプレゼントとしてファーストシューズを探していたが、同時に靴を渡すことで辛い気持ちになることへの不安を抱えていた。そのような中ソラたちの後押しによって空港まで赴き、最終的に自分の気持ちをきちんと伝えることに成功する。
長内 たける（おさない たける）
声 - 小平有希
あげはの実習先のソラシド保育園に通う園児。
プリキュアの戦いを目撃したのを機に、プリキュアへの憧れを抱くようになるが、同時に「相手を力でねじ伏せること」が正義と考えるようになってしまうため、注意を促したあげはと喧嘩してしまう。その後、バッタモンダーに襲われているところをプリキュアに変身したあげはに救われ、「正義とは大切な人を守ること」であることを学ぶ。その後、引っ越しをする。
菜摘（なつみ）
声 - 末柄里恵
あげはのアルバイト先である「プリティホリック」の先輩にあたる美大生の女性。姓は不明。短時間でリアルタッチの人魚の絵を完成させるほど絵が得意。絵本コンテストでは自身の描いた人魚の絵が優秀賞を獲得している。
天野 翔子（あまの しょうこ）
声 - 田中貴子
ももぞら空港で出会った少女。母親が飛行機のパイロットであるため、飛行機の原理に詳しく、ツバサと意気投合する。母親の操縦する飛行機に搭乗するべく父親と空港にやってくるも、チケットを買っている最中にはぐれてしまい、結果的にソラたちの協力のもと父親と再会した。
ピンクットン
声 - 浦和めぐみ
ミラーパッドの中にいるピンク色の豚のような外見をした妖精。ミラーパッドのワクワクレッスンモードをアシストする。
加古（かこ）
声 - 川田紳司
まりあとかぐやのマネージャー。愛称は「カッコー」。過去にあげはをモデルにならないかとスカウトしたものの、少しやっただけで断られたことがある。ファッションショーに出演予定の幼女が出られなくなったことから、素質があるとしてエルに急遽モデルの代理を依頼する。
マロン
声 - 間宮くるみ
ソラが街外れの洋館で雨宿りした際に話しかけてきた猫のぬいぐるみ。ソラが怖がって逃げるもその後をついて虹ヶ丘家までやってきた。このぬいぐるみに何らかの事情があると考えたソラたちは協力することになる。
もともとは普通のぬいぐるみであったのが、洋館に住んでいた家族が引っ越した際に忘れられてしまった経緯がある。このことが話せるようになったことに影響したかは作中では明らかにされていない。
後に元の持ち主であるりほとその母親がマロンを探しに洋館を訪れた際に、ソラはりほにマロンを手渡した。

### 他作品からの登場人物
後述の通り、第3話から第31話までのエンディング映像冒頭の挨拶映像に歴代作品の主人公となるプリキュア（いずれも変身後の姿のみ、台詞は新規収録）が登場していたほか、曲の途中に登場するミラーパッドの画面上にも変身バンクと変身時の名乗りのシーンがそれぞれハイライトで映し出された。

#### デリシャスパーティ♡プリキュア
キュアプレシャス
声 - 菱川花菜
第3話、第30話エンディング映像冒頭の挨拶にて登場。

#### トロピカル〜ジュ！プリキュア
キュアサマー
声 - ファイルーズあい
第5話、第29話エンディング映像冒頭の挨拶にて登場。

#### ヒーリングっど♥プリキュア
キュアグレース
声 - 悠木碧
第8話、第31話エンディング映像冒頭の挨拶にて登場。

#### スター☆トゥインクルプリキュア
キュアスター
声 - 成瀬瑛美
第10話エンディング映像冒頭の挨拶にて登場。

#### HUGっと！プリキュア
キュアエール
声 - 引坂理絵
第11話エンディング映像冒頭の挨拶にて登場。

#### キラキラ☆プリキュアアラモード
キュアホイップ
声 - 美山加恋
第12話エンディング映像冒頭の挨拶にて登場。

#### 魔法つかいプリキュア！
キュアミラクル
声 - 高橋李依
第13話エンディング映像冒頭の挨拶にて登場。

#### Go！プリンセスプリキュア
キュアフローラ
声 - 嶋村侑
第14話エンディング映像冒頭の挨拶にて登場。

#### ハピネスチャージプリキュア！
キュアラブリー
声 - 中島愛
第15話エンディング映像冒頭の挨拶にて登場。

#### ドキドキ！プリキュア
キュアハート
声 - 生天目仁美
第17話エンディング映像冒頭の挨拶にて登場。

#### スマイルプリキュア！
キュアハッピー
声 - 福圓美里
第19話エンディング映像冒頭の挨拶にて登場。

#### スイートプリキュア♪
キュアメロディ
声 - 小清水亜美
第20話エンディング映像冒頭の挨拶にて登場。

#### ハートキャッチプリキュア！
キュアブロッサム
声 - 水樹奈々
第21話エンディング映像冒頭の挨拶にて登場。

#### Yes！プリキュア5 / Yes!プリキュア5GoGo！
キュアドリーム
声 - 三瓶由布子
第23話エンディング映像冒頭の挨拶にて登場。

#### ふたりはプリキュア Splash Star
キュアブルーム
声 - 樹元オリエ
第25話エンディング映像冒頭の挨拶にて登場。

#### フレッシュプリキュア！
キュアピーチ
声 - 沖佳苗
第26話エンディング映像冒頭の挨拶にて登場。

#### ふたりはプリキュア / ふたりはプリキュア Max Heart
キュアブラック
声 - 本名陽子
第28話エンディング映像冒頭の挨拶にて登場。

#### わんだふるぷりきゅあ！
キュアワンダフル
声 - 長縄まりあ
シリーズ次作『わんだふるぷりきゅあ!』の主人公。
第50話の本編終了後に変身後の姿でスカイとのバトンタッチ映像に登場。

## プリキュアの設定
本作品におけるプリキュアは「スカイランドに伝わる伝説の戦士」として位置付けられている。
変身の際にスカイトーンの真横のツマミを下にスライドさせ、スカイミラージュに装着した後に透明なノースリーブの姿で、「スカイミラージュ！ トーンコネクト！ひろがるチェンジ！○○○！（○○の部分は各メンバーが変身するプリキュアの名前）」と叫ぶと髪が変化し靴が装着される。その後下述のバーサライタを模したステージ上で「きらめきHOP、さわやかSTEP、はればれJUMP」と言いながら各パーツが装着される。この時ステージには、HOPは水色、STEPは緑色、JUMPは黄色で、それぞれ文字表示される。コスチュームをまとうと全員がウインクする。変身後、最後の決めポーズでは背景に英字で名前が表示される。
過去のプリキュア作品では複数人数での変身バンクは基本的に同じものが使われていたが、本作品ではメインとなるプリキュア毎のバンクが作成されている。また、BGMには前期エンディング主題歌を担当した石井あみがコーラスとして参加している。
変身時の各自の名乗りの前には、各キャラクターのイメージカラー（プリズムは薄いピンク）のモノトーンで左端（髪の一部）→右端（足）→左から2番目（身体の一部）→右から2番目（別角度から見た身体一部）→中央（目を閉じた顔）の順に画面が縦に5分割され、出そろった時点で中央部が広がると同時にモノトーンから色がついたものに変わると共に目が開いて名乗りを始める。複数人同時変身の場合は以下のように各メンバーに割り振られる。
1. スカイ・プリズム：左右それぞれ2番目がプリズム、それ以外がスカイ（左からスカイ・プリズム・スカイ・プリズム・スカイの順、以下並び順は同じ）
2. スカイ・プリズム・ウィング：1番目のパターンのうち、両端がウィングに変わる（ウィング・プリズム・スカイ・プリズム・ウィングの順）
3. スカイ・プリズム・ウィング・バタフライ：2番目のパターンのうち、右端がバタフライに変わる（ウィング・プリズム・スカイ・プリズム・バタフライの順）
4. ウィング・バタフライ：1番目のパターンの、スカイがウィング、プリズムがバタフライに入れ替わる（ウィング・バタフライ・ウィング・バタフライ・ウィングの順）
5. 5人全員：4番目のパターンから、左端がマジェスティに変わり、ウィングは左から2番目に移動（マジェスティ・ウィング・スカイ・プリズム・バタフライの順）

ウィングとバタフライは初期メンバーとして扱われているが、番組開始時点で変身者が公表されておらず、初変身も初期メンバーとしては遅い時期となっている。そのため、本作品ではスカイとプリズムが揃った時点でチームの名乗りを行っており、第6話より変身時の名乗りの終わりに彼女らが「Ready・・・」「Go！」と叫びながらジャンプする。その後スカイが左の腰に手を添え、プリズムが両肘を曲げ右足を後ろに上げ、ウィングが左手を斜め下45度に伸ばし、バタフライが左手を腰に当て、右手で正面に向かって指を指し、マジェスティがスカートをつかんで広げた後胸元で手を組む、とメンバーごとにそれぞれポーズを取った上で、全員で「ひろがるスカイ！プリキュア！」と名乗るようになる。第20話で初期メンバーの4人が揃い、第34話でマジェスティが加わったことで、立ち位置は向かって左からマジェスティ・ウィング・スカイ・プリズム・バタフライの順になる。
ヨヨの調査によると、遙か昔スカイランドが闇の世界の魔物に攻め込まれ、絶望的な戦いが始まった際に当時のスカイランドの姫が「ヒーローが現れて青い空とみんなの笑顔を取り戻してくれますように」と祈ったところ、その祈りに答えるようにプリキュアと呼ばれる勇敢な戦士が現れ、魔物を打ち払いスカイランドを救ったという、現代のスカイランドでも既に忘れ去られている伝説があったとされている。その後エルを守ってきたことやソラの青の護衛隊加入、国王夫妻の呪いを解いたことなどから、現代スカイランド国民の間でもその活躍や存在が認知されている。一方人間界においては、プリキュアたちがランボーグと戦う場面は目撃されているが、最初の戦闘の時点で騒ぎになった事もあり、周囲を巻き込むのを避けるため、ヨヨなどごく一部の身内を除いてその正体やソラ・ツバサ・エルの素性を隠すよう努めている。
各プリキュアのメインカラーは気象をテーマとしている。
共通点として全員の胸に菱形の星のマークが付いたバッジが装着されており、星のマークの下に着いているリボンの色は各プリキュアによって異なっている。
本作品では後述のダークスカイを除いて強化フォームは登場していない。

### キュアスカイ
ソラ・ハレワタールが変身する空のプリキュア。メインカラーは青。変身完了時の英字表記は「CURE SKY」。変身時は「ひろがるチェンジ・スカイ！（この時バーサライタには「SKY」が浮かぶ）」の掛け声で青色のノースリーブの姿となり髪が伸び靴を装着、HOPで頭部の翼の飾り・耳、STEPで下半身と上半身と肩・脚、JUMPで手にコスチュームをまとい、最後に左肩にマントが装備される。
変身時の名乗りは「無限にひろがる青い空！キュアスカイ！」。
髪は水色のツインテールで、毛先と額のひとふさがピンクになっており、髪飾りは白い翼の形になっている。胸にある菱形の星のマークが付いたバッジに着いているリボンの色は青と白。衣装は白と青を基調としたワンピースドレスで、全体的に童話の王子を連想させるようなデザインとなっている一方、ハートマーク付きの白のフィンガーレスグローブやマントなど、ヒーローらしい要素もある。
個人技
大回転プリキュア返し
相手の飛び道具を掴み、そのまま回転して勢いよく投げ返す反撃技。
青信号でレッツゴーパンチ
直進して繰り出す突進型ストレートパンチ。
浄化技
ヒーローガールスカイパンチ
大きな入道雲に囲まれつつ、助走をつけながら青い光を纏ったパンチを「ヒ〜ロ〜ガ〜ル〜スカイパーンチ！」の掛け声で対象に向かって叩き込み浄化する技。

#### ダークスカイ
第49話でダークヘッドの罠に嵌まる形で、キュアプリズムを助ける力を求めたことによりアンダーグ・エナジーを取り込んだ姿。黒と赤を基調とした禍々しい姿であり、髪色もネイビーに変色し、右の背中に堕天使を連想させる黒い片翼が生えたことで飛行能力が加わり、瞳から鮮やかな青色の炎状のオーラを放っている。力を使うたびに意識がアンダーグ・エナジーに飲み込まれ、やがてダークヘッドに完全に乗っ取られてしまう（同時に瞳から青い炎が消え失せ、赤い瞳になる）も、キュアプリズムのプリズムシャインを受けてダークヘッドが消滅した事で元の姿に戻った。
劇中ではこの形態の名称は登場しなかったが、スタッフのSNS・視聴者・各種メディアでは主に「ダークスカイ」の名称が用いられている。

### キュアプリズム
虹ヶ丘ましろが変身する光のプリキュア。メインカラーは空に浮かぶ雲のイメージで白であるが、彩雲のイメージで虹色の要素も持たせている。変身完了時の英字表記は「CURE PRISM」。変身時は「ひろがるチェンジ・プリズム！（この時バーサライタには「PRISM」が浮かぶ）」の掛け声でピンク色のノースリーブの姿となり髪が伸びて靴を装着、HOPで頭部のリボンと耳、STEPで上半身と下半身、JUMPでロンググローブとウエストリボンの紐が装備される。
変身時の名乗りは「ふわりひろがる優しい光！キュアプリズム！」。
髪はピンク色のロングヘアーで、白と水色のリボンが装備されている。胸にある菱形の星のマークが付いたバッジに着いているリボンの色は水色。衣装は白とピンクを基調としたワンピースドレスで、下半身には黄色のレースが付いた白とピンクの模様と紺色の背景に黄色の光が描かれたデザイン柄を混合したスカートとなっており、背中にウエストリボンの紐が着いている。手は白色のロンググローブ、両足には黄色の光が描かれた白色とピンクのロングブーツをそれぞれ着用している。
素早いキックやボクシングスタイルのパンチのほか、手から生み出される複数のプリズムボールを対象に向かって放つ戦い方をする。また、ボールは他のプリキュアに行使して使用することも可能で、ボールの上に乗せ空中にいる敵の所まで飛ばしたり、バトンを回すように直接手渡しし、ボールを貰ったプリキュアがプリズムに代わって攻撃を放つことができる。
浄化技
ヒーローガールプリズムショット
大きなエネルギーを凝縮させて「ヒ〜ロ〜ガ〜ル〜プリズムショット！！」の掛け声で対象に向かってエネルギーを放ち浄化する技。
プリズムシャイン
ヒーローガールプリズムショットの変型技。時間をかけてエネルギーを凝縮させる事でプリズムショット以上の浄化効果を発揮する。

### キュアウィング
夕凪ツバサが変身する翼のプリキュア。 メインカラーは夕暮れをイメージしたオレンジ。プリキュアシリーズのメインキャラクターとしては、初の男子プリキュアとなる。変身完了時の英字表記は「CURE WING」。変身時は「ひろがるチェンジ・ウィング！（この時バーサライタには「WING」が浮かぶ）」の掛け声でオレンジ色のノースリーブの姿となり髪が伸び靴を装着、HOPで頭部の帽子・耳、STEPで下半身と上半身、JUMPで手袋が装備される。
変身時の名乗りは「天高くひろがる勇気！キュアウィング！」。
髪は全体的にオレンジ色であり、前髪と後ろ髪が短くなり、変身前は隠れていた左目が見えている。さらに後頭部からポニーテール状に結ばれた身の丈ほどもある長い髪が特徴である。頭頂部の毛はトサカ状に立っており、頭部の左側にリボン付きのシルクハット、こめかみ部分に羽の髪飾り、両耳にはピンク色の丸い2つのピアスを身に着けている。胸にある菱形の星のマークが付いたバッジに着いているリボンの色は赤。服装はオレンジ色のセーラー服のようなスタイルとなっており、腹部にピンク、黄色、緑の3色のボタン、腰にはショートパンツに翼のような形をした燕尾服のような飾りがついている(裏地が黄色と緑のグラデーションになっている)。両腕に腕カバー、両手にボタン付きの手袋、両足にはオレンジ色のロングブーツをそれぞれ装着している。また、左の太ももの部分には変身前の鳥形態の姿で身に着けている赤いネクタイのようなものが蝶結びで身に着けられている。
自由自在に空中を飛び回ることができ、戦闘では空中戦を得意としている。
浄化技
ひろがるウィングアタック
飛行速度を上げながらオレンジのエネルギーを身に纏い、「ひろがる！ウィングアターック！」の掛け声で対象に向かって体当たりする技。通常は反撃技として使用されるが、強化形態のランボーグの浄化も可能。

### キュアバタフライ
聖あげはが変身する蝶のプリキュア。メインカラーはピンク。変身完了時の英字表記は「CURE BUTTERFLY」。変身時は「ひろがるチェンジ・バタフライ！（この時バーサライタには「BUTTERFLY」が浮かぶ）」の掛け声でピンク色のノースリーブの姿となり髪が伸び靴を装着、HOPで頭部の帽子・耳、STEPで上半身と下半身とスカートのフリル、JUMPでストッキンググローブが装着され、アイシャドウが入る。
変身時の名乗りは「アゲてひろがるワンダホー！キュアバタフライ！」。
髪はオレンジのメッシュが入った金髪で、足首に届くほど長い。桃色や桜色を基調としたセパレートタイプの衣装となっており、へそが出ている。帽子とベルトに蝶を模した装飾がある他、ピアスも蝶の形をしている。ストッキンググローブと素肌の境目はグラデーションのようになっている。上半身の衣装はホルターネックで、ミニスカートの後ろ側と胸部にはフリルが付いている。桃色のブーツを履いており、右脚には紫のストッキング、左の太股には白のニーハイソックスと星形の装飾が付いたガーターリングを着用している。他のプリキュアと異なりピンクのアイシャドウをしている。
戦闘では、俊敏な動きで相手を翻弄しながら攻撃するだけでなく、右手の人差し指と中指を口に当てて投げキッスし、蝶を召喚させ対象に放つ攻撃を得意とするほか、蝶の形のシールドを展開して攻撃を防ぐこともでき、離れた位置に出したり複数出すこともできるが1度の攻撃で破壊されるため強度自体は低い。
浄化技
ひろがるバタフライプレス
上空から勢いをつけて巨大なピンク色の蝶と青色の光を放ちながら対象を真下に踏みつけるように放つ技。攻撃を放つ際の光で一瞬だけあげはが所有する四輪駆動の車の形が描かれる。放った後は空中で無防備な状態のため通用しなかった場合は相手の反撃を受けてしまう弱点もある。
バタフライキッス
複数の蝶の形をしたエネルギーを放ち、同時に複数のランボーグを浄化する。

### キュアマジェスティ
エルが変身する幻のプリキュア。変身完了時の英字表記は「CURE MAJESTY」。本来の姿から紫色のノースリーブを着た中学生程度の少女の姿に成長した後、「ひろがるチェンジ・マジェスティ！（この時バーサライタには「MAJESTY」が浮かぶ）」の掛け声で変身を開始する。髪が更に伸び靴を装着、HOPで頭部のアクセサリー・耳、STEPで上半身と下半身、JUMPで手袋が装着されスカートに星マークが付く。
変身時の名乗りは「降り立つ気高き神秘！キュアマジェスティ！」。
髪は変身前より濃い紫色のウェーブがかかったツインハーフアップで、足首に届くほど長い。水色の髪飾りで両側のハーフアップを束ね、頭頂部に両翼の付いた青いハート型のジュエリーが付いたピンク色のカチューシャ、耳に3つのトゲのついた金色のイヤーカフを装着。服装は紫を基調としたツーピースドレスであり、上半身は肩出しで二の腕に飾りを付け、下半身は後部が長いスカートの下に、赤みがかった紫色のフリルが付いた紫とピンクのスカートを重ねている。腕には白いロンググローブ、脚には白いオーバーニーハイソックスに紫色のパンプスを着用。
変身後は流暢に喋る事が可能になり、一人称が「わたし」に変化する。戦闘時は優雅な振る舞いで動きジャンプした後の着地時などに重力に逆らうようにふわりと着地するのが特徴的。先にプリキュアになった4人よりも戦闘力が高く4人が苦戦する攻撃にも冷静に対処する。当初は単独の浄化技を持っていなかったが、後に習得する。
個人技
マジェスティックベール
キュアノーブルから新たに渡された技。布状の紫色のバリアを貼り、攻撃を防ぐ。
浄化技
ひろがるマジックアワーズエンド
キュアノーブルのプリキュア・マジックアワーズエンドを継承した浄化技。効果は同等。

### キュアノーブル
エルレインが変身する、300年前のスカイランドに存在した伝説のプリキュア。名乗りは「降り立つ気高き神秘！キュアノーブル！」とキュアマジェスティと同様で、容姿や衣装も差異があるとは言えマジェスティと似ている。
浄化技
プリキュア・マジックアワーズエンド
エネルギーを手に纏わせ対象を斬り裂く技。浄化だけではなく実際に斬り裂く事も可能。

### 合体技
プリキュア・アップドラフト・シャイニング
スカイとプリズムの合体技。スカイトーンWシャイニングの横のツマミを下にスライドさせスカイミラージュに装着、スカイが「スカイブルー！（この時バーサライタには「BLUE」が浮かぶ）」プリズムが「プリズムホワイト！（この時バーサライタには「WHITE」が浮かぶ）」とそれぞれ唱えながらミラージュのボタンを押して対象をバーサライタの円盤の中へ入れ込ませ、「プリキュア・アップドラフト・シャイニング！」の掛け声で強力になったランボーグを浄化する技。
プリキュア・タイタニック・レインボーアタック
ウィングとバタフライの合体技。バタフライが「すべての色を1つに！ミックスパレット！」とスカイトーンWフライングを装着したミックスパレットを持ち、「レッド！イエロー！ブルー！ホワイト！」と唱えながら筆でパレットのカラーボタンを押して色を取り、「まぜまぜカラーチャージ！」とカラフルディスクを時計回りに回転させて色を混ぜてエネルギーチャージを行って光を発生させる。これをウィングが浴びることで巨大な火の鳥に変身して飛び、背中に乗ったバタフライが「プリキュア・タイタニック・レインボー！」と唱えてウィングに筆からの光をまとわせることで、ウィングが巨大な鳥形態のツバサの姿に変わり、バタフライの「アタック！」の掛け声でツバサの尻がランボーグの頭上に落下、そのまま浄化する。
プリキュア・マジェスティック・ハレーション
マジェスティクルニクルンを使用して放つプリキュア5人での合体技。5人が右手を高く上げ「マジェスティクルニクルン！」とで叫びながら本を開き、マジェスティが開いたページにペンでハートの形をなぞり、各プリキュアがそれぞれのアイコンをタッチして決めポーズをとる。その後「ひろがる世界にテイクオフ！」と5人で叫びながら上空に飛び、円形に囲まれたダイヤの形を描き、最後にマジェスティが形を描く際に5人が円になって開いたクルニクルンのページに手を重ね、羽の付いたダイヤの形の紋章を形成させる。その後マジェスティがクルニクルンを右手に持った状態で、5人が上空から左手を伸ばして「プリキュア・マジェスティック・ハレーション！」の掛け声で紋章を対象に当て、そのまま浄化する。
技が決まるとマジェスティが開いていたクルニクルンを閉じる。
(名称不明)
ウィングとマジェスティの合体技。ミックスパレットで強化されたウィングとマジェスティが手を繋ぎエネルギーの斬撃を放つ。

### 関連アイテム
スカイミラージュ
プリキュアに変身したり、浄化する際に使用するステッキ型のアイテム。プリキュアに覚醒した人間の身中から現れる。プリキュアに変身する際にミラージュペンの羽根を開いて形状を変化させた上で、スカイトーンの横にあるつまみをスライドさせて装着、スロットの真下にあるボタンを押すことでプリキュアに変身する。
玩具においては変身玩具としての「変身スカイミラージュ」として発売され、発光部にシリーズ玩具として初めてバーサライタを搭載、LEDを点滅発光させながらモーターで回転させることで、画像や文字をアニメーション表示させることができるようになっている。このため、変身バンク映像にもバーサライタの表示を元にした演出が取り入れられている。ペンライトモードも備わっており、後述のエンディングダンスでもプリキュアたちが踊る際に用いている。
ミラージュペン
スカイミラージュとして使用しない通常時の羽根ペンを模した筆記具型のアイテム。普通のペンとしても使えるほか、スカイジュエルのある場所に近づくと羽根の部分が光ることで在処を探知することができる。通常は所有者の腰から下げているが、敵に奪われてしまうこともある。
玩具としてはこの状態を再現した「ふしぎなミラージュペン」として発売されている。
スカイトーン
プリキュアに変身する際にスカイミラージュ（以下「ミラージュ」）にセットするための鍵となるアイテム。プリキュアとなる人間が、ヒーローになりたいと強く願った時にエルによって具現化され人間に渡される。スカイトーンをミラージュに装着するとバーサライタが緑色に光り、プリキュアへの変身が始まる。
また、スカイトーンW（ダブル）シャイニングをミラージュにセットするとアップドラフト・シャイニング、スカイトーンW（ダブル）フライングをミックスパレットにセットするとタイタニック・レインボーアタックをそれぞれ放つ事が出来るようになる。
ミラーパッド
ヨヨが持つ楕円形状の鏡。側面を触ることで遠くの様子を鏡に映し出して見ることができるほか、スカイジュエルによるエネルギーを充填することでスカイランドとの映像通信が可能となるだけでなく、スカイランドへのワープ空間を生成することも可能で、パッドの画面から映し出すことで移動することができる。
また、国王夫妻を目覚めさせるための薬の材料となるキラキラエナジーの回収もできる。プリキュアたちがランボーグを浄化させ元の物体に戻った際、スカイが「ミラーパッド！」と言ってパッドの下部を持ち構えている左手を右横に持ち替え内部にキラキラエナジーを回収し、回収完了後は「OK！」と叫んで再度左手をパッドの下部に持ち替える。回収したエナジーは画面上に表示されるハート型のボトルに集まっていく。
他にもウェブブラウザやメモ帳の機能も搭載されており、ヤーキターイやスカイランドへ通じるワープ空間などの材料・レシピを調べて確認できるほか、エルに物語を読み聞かせるための絵本の電子書籍機能も搭載されている。映像通信に用いるインカメラで写真を撮影することも可能。また、隠し機能として「ワクワクレッスンモード」が搭載されており、起動させるとミラーパッドの中に吸い込まれ、ピンクットンの案内のもと特別なトレーニングを受けることができる。
スカイジュエル
スカイランドとその周辺地域で産出される鉱物。時空の歪みによって地上のソラシド市に流れ着く事が多く、中でも虹ヶ丘家の裏山で得ることができる。エネルギーを内包しており、これを用いてミラーパッドの通信に用いる。
ミックスパレット
バタフライが用いる翼を模したパレット型の専用アイテム。ウィングとバタフライがエルが生み出したスカイトーンWフライングをミラージュに装着したことで出現したもので、Wフライングを装着し、筆で赤・黄・青・白のカラーボタンを押すことでカラフルディスクに色を取り、回転させる。4色使うことで上述のプリキュア・タイタニック・レインボーアタックを放てるほか、「2つの色を1つに！」の掛け声で、任意の2色を混ぜてできた光を筆にとり仲間に照射することで、回復させたりパワーを与えることができる。
キラキラポーション
バッタモンダーにかけられた呪いを解くための小さな薬。蓋を開け、天にかざす事で王と王妃の呪いを浄化した。
マジェスティクルニクルン
遺跡で「究極のちから」を秘めた、プリキュア達が合体技を行うための本型のアイテム。付属するペンで各メンバーがそれぞれのアイコンをタッチ、ダイヤの形に描くことで対象に技を放つことができる。エルレインが晩年に自身の力を注ぎこんで製作した。

## 作中用語
ソラシド市（ソラシドし）
ましろ達が暮らしている街で、本作品の主な舞台。
ヨヨによればスカイランドと次元的に隣り合わせとなっている土地であり、故にスカイランドの人物も居住している。ソラがエルを連れてやってきた事により、エルを狙うアンダーグ帝国とプリキュアとの主戦場になっている（アンダーグ帝国にソラシド市を侵攻する予定は無かった）。
Pretty Holic（プリティホリック）
ソラシド市にあるコスメショップ。店内にはカフェスペースが併設されている。姉妹ブランドである「Pretty Holic Stationery」の手帳も販売されており、ここで販売される化粧品類や手帳はバンダイより実際に商品化されている。
ましろは略称として「プリホリ」と呼んでいる。また、あげははソラシド市への転居後この店でアルバイト店員として働いている。
前2作にも同名のコスメショップが登場している。

SORASHIDO MALL（ソラシドモール）
ソラシド市にあるショッピングモール。
ソラシド福祉保育専門学校（ソラシドふくしほいくせんもんがっこう）
ソラシド市にある保育士の専門学校。あげはが保育士の資格取得を目指して通っている。
ソラシドキャンプ場（ソラシドキャンプじょう）
ソラシド市にあるキャンプ場。ソラがカバトンとの勝負に備えてキャンプ場近くにある「肩こりが治せるパワースポット」として注目されている滝や、周辺の森林で「山のヌシ」と呼ばれているリスのもと修行に挑んでいた。
ソラシドシューズ
ソラシド市にある靴屋。
ももぞら空港（ももぞらくうこう）
ソラシド市にある空港。滑走路にピーチ・アビエーションの機体が発着している。また、Peachのキャビンアテンダントやスタッフなどが登場する。
ソラシドパーク
ソラシド市にある遊園地。遊園地と称しているが園内にはすべり台、シーソー、砂場など公園にある一般的な遊具しか整備されていない一方、等身大の鬼の模型が設置されており、腹部にある的にボールを当てると「ガオー」と叫び腕が上がる仕組みとなっている。
ソラシド保育園（ソラシドほいくえん）
ソラシド市にある保育園。あげはが「最強の保育士」目指すために保育士の実習生として働いている。
ソラシド写真館（ソラシドしゃしんかん）
ソラシド市にある写真館。100種類以上のレンタル衣装のほか、子供向けのオリジナル衣裳としてプリキュア4人の衣裳も用意されており、実際にエルがプリキュアやプリンセスの衣裳を着用してソラたちと一緒に写真撮影した。
ソラシド総合病院（ソラシドそうごうびょういん）
ソラシド市にある病院。
ソラシド市営球場（ソラシドしえいきゅうじょう）
ソラシド市にある野球場。
ヒーロー手帳（ヒーローてちょう）
ソラが常に持ち歩いている手帳。ヒーローに必要な心得が多数書き留められている。元は茶色の革表紙の手帳であったが、カバトンによって破り捨てられてしまったため、新品（上述の「Pretty Holic Stationery」）をましろからプレゼントされている。
くもパン
作中に登場するましろが作ったパン。雲をモチーフにした形状に、スカイランドをイメージとしたパンとなっており、第一パンが実際に製造・発売している。
プニバード族（プニバードぞく）
スカイランドに暮らす鳥の種族の一つ。ツバサもこれに該当する。人間が両手で抱えられるほどの小型の丸い体型を持つ鳥で、人間に変身する能力を持つほか、芸術の才能にも秀でている。その一方で他の鳥の種族と異なり飛ぶことができない。ソラが知る言い伝えによれば「大昔に人間に変身する能力と引き換えに空を飛ぶ力を失った」とされている。
ヤーキターイ
プニバード族のお祝い料理の一つ。見た目と食感は日本のたい焼きに似ているが、生地はプニ麦粉、あんはプニの実を材料として用いるため、たい焼きとは味がやや異なる。
ハレバレジュエル
浮島にある岩山の塔の頂点で常に光り輝く宝石。灯台のように遠くまで光を放つことから鳥類の空の道標となっていたが、ある日突然その光が無くなった。
実際は光を保ち続けるよう竜族が常日頃磨いていたのであるが、ある時岩山が崩れたことにより落下したものであった。スキアヘッドとの戦いを経て再び飛ぶことができた竜族によって元の場所に戻されている。
生旅ヤッホー（なまたびヤッホー）
作中世界で放送されている、恐竜や結婚など様々なテーマを特集する情報番組。
シッポアールランド
『ドリームステージ』に登場する、スカイランドにある離れ島の一地方。この地域では獣人が暮らすほか、この島で採掘される不思議な宝石アカツキジュエルの力によって、訪れた人間も動物と化す。ソラたちも訪れた影響で動物の耳と尻尾が生えてしまう。

## スタッフ
シリーズディレクターはこれまでのシリーズでの各話演出や『映画 プリキュアオールスターズNewStage2 こころのともだち』『映画 プリキュアオールスターズNewStage3 永遠のともだち』で監督を務めた小川孝治、シリーズ構成は『ヒーリングっど♥プリキュア』の各話および『映画 ヒーリングっど♥プリキュア ゆめのまちでキュン!っとGoGo!大変身!!』の脚本を手がけた金月龍之介、キャラクターデザインは『ラブライブ!スーパースター!!』のデザインを手がけた斎藤敦史がそれぞれ担当する。音楽はこれまでの寺田志保に代わり、新たに深澤恵梨香が担当する。
- 原作 - 東堂いづみ
- 漫画 - 上北ふたご（講談社『なかよし』連載）
- 企画 - 西出将之（ABCアニメーション）、高橋知子（ADKエモーションズ）、鷲尾天[51]
- プロデューサー - 加藤香織 →小関紗矢（朝日放送テレビ）、田中昂（ABCアニメーション）[51]、利根里佳（ADKエモーションズ）[51]、髙橋麻樹[51]
- キャラクターデザイン - 斎藤敦史[51]
- プロップデザイン - 升井秀光[52]、春山和則[53]
- シリーズディレクター - 小川孝治[51]
- シリーズ構成 - 金月龍之介[51]
- 美術デザイン - 今井美紀[51]
- チーフ美術 - 門口亜矢[51]
- 色彩設計 - 柳澤久美子[51]
- 撮影監督 - 五十嵐慎一
- 編集 - 麻生芳弘
- 録音 - 林奈緒美
- 音響効果 - 石野貴久（ちゅらサウンド）
- 音楽 - 深澤恵梨香[51]
- 音響制作 - タバック
- 音楽制作 - マーベラス
- 音楽協力 - 東映アニメーション音楽出版
- アニメーション制作 - 東映アニメーション
- 製作担当 - 井桁啓介（1話 - 26話）→吉田智哉（27話 - ）、東雄太（21話 - ）
- 制作協力 - 東映
- 制作 - 朝日放送テレビ、ABCアニメーション、ADKエモーションズ、東映アニメーション

## 主題歌
オープニング主題歌の歌唱は、同曲がプリキュア歌手デビューとなる石井あみが担当。前期エンディング主題歌は石井とこれまでもシリーズに携わってきた吉武千颯によるデュエット楽曲で、後期エンディング主題歌は吉武のみのソロ楽曲となる。
エンディングダンスの振付は前作に引き続きCRE8BOYが担当。その一方で前2作で行われたエンディング映像での玩具及びデータ放送の連動要素は廃止された代わりに、一部の回を除きエンディング映像冒頭およびミラーパッドの画面上に本作品に登場するプリキュアまたは歴代全作品のプリキュアの主人公たち（前述を参照）が映し出された。そのうち第2話から第5話ではそれらのプリキュアを指定期間分揃えて2023年3月5日から3月12日までの期間に応募すると変身玩具の「変身スカイミラージュ」がプレゼントされたり、プリキュア2人から玩具が手渡されるキャンペーンを実施した。
また、後述の通り作品単独のライブイベントや感謝祭イベントなど、本作品のキャラクターショーのイベントを中心にオープニングテーマやエンディングテーマの主題歌歌手が登場した。

### オープニングテーマ
「ひろがるスカイ！プリキュア 〜Hero Girls～」（第1話 - 第50話）
石井あみによるオープニングテーマ。作詞は青木久美子、作曲・編曲は森いづみ。
コーラスとしてこれまでのシリーズ作品で主題歌歌手を務めた北川理恵とMachicoが参加している。
ストーリーの進行に応じて映像が一部変更されており、第15話よりシャララ隊長のシルエットが解除され、第10話よりツバサ（ウィング）、第19話よりあげは（バタフライ）が、第33話でマジェスティがイントロで作品のタイトルロゴが表示される場面や、サビでソラたちがましろの家からソラシド市の街並みを眺望するシーン、最後の城でポーズを取ったり揃ってジャンプするシーンなど一部箇所で追加登場、第14話よりアンダーグ帝国の場面で第13話まで登場していたカバトンと赤色・緑色・青色のランボーグに代わり、バッタモンダーと赤色・紫色・黄色のランボーグ、第25話よりアンダーグ帝国の場面で第24話まで登場していたバッタモンダーとランボーグに代わり、ミノトンと紫色・黄色・緑色のランボーグ、第36話よりアンダーグ帝国の場面で第31話まで登場していたミノトンとランボーグに代わり、スキアヘッドと赤色・青色・緑色のランボーグ、第45話よりアンダーグ帝国の場面で第44話まで登場していたスキアヘッドと赤色・青色・緑色のランボーグに代わりキュアノーブル、カイゼリン・アンダーグ、少女姿のカイゼリン、カイザー・アンダーグが登場するものにそれぞれ差し替えられている。
本放送の第32話から第35話までは後述の通り映画ハイライト映像が挿入されていた。
後述のピーチ・アビエーションとのコラボレーションによるミュージックビデオでは、オープニング映像の演出を元にコラボレーションバージョンとしてアレンジがなされた演出となっている。

### エンディングテーマ
「ヒロガリズム」（第1話 - 第21話）
石井あみと吉武千颯による前期エンディングテーマ。作詞は六ツ見純代、作曲・編曲はハマダコウキ。
初期メンバー4人がダンスを披露している。
「Dear Shine Sky」（第22話 - 第49話）
吉武千颯による後期エンディングテーマ。作詞は大森祥子、作曲・編曲はハマダコウキ。
初期メンバー4人がダンスを披露している。第32話からはキュアマジェスティが一部箇所で追加登場しダンスに加わっている。
「うれしくて」（第33話・第34話、本放送・TVer見逃し配信のみ）
いきものがかりによる『映画 プリキュアオールスターズF』主題歌。作詞・作曲は水野良樹、編曲は蔦谷好位置、長橋健一。
同映画のエンディング映像をテレビサイズにして使用。
「All for one Forever」（第35話・第36話、本放送・TVer見逃し配信のみ）
吉武千颯&礒部花凜/北川理恵/駒形友梨/Machico/宮本佳那子による『映画 プリキュアオールスターズF』挿入歌。作詞はこだまさおり、作曲・編曲は森いづみ。
本放送の第35話・第36話には後述の通り映画の戦闘シーンのハイライト映像が挿入されている。
「ヒロガリズム 〜Precure Quintet Ver.〜」（第50話）
キュアスカイ（関根明良）、キュアプリズム（加隈亜衣）、キュアウィング（村瀬歩）、キュアバタフライ（七瀬彩夏）、キュアマジェスティ（古賀葵）による、前期エンディングテーマのカヴァーバージョン。作詞は六ツ見純代、作曲・編曲はハマダコウキ。
本編からそのままエンディングに入り、ましろによる作画でこれまでソラ達が過ごしてきた暮らしが描かれ、最後にはソラ達5名で共作したと思わせる、本作に登場したソラシド市とスカイランドの住民達の集合イラストが表示され、ストーリーを締めくくった。

### 挿入歌
「Daybreak song」（第50話）
石井あみ、北川理恵、Machico、吉武千颯によるイメージソング。 作詞はマイクスギヤマ、作曲は高木洋、編曲は馬瀬みさき。
Aパートの戦闘シーンで使用された。

## 各話リスト
- 以下断りのない限り、放送日は日曜の日付を示す。臨時枠移動により日曜以外に放送したものは曜日も併記、さらに通常の放送時間以外に放送された場合にはその旨注釈にて示す。
- 特番やスポーツ中継などによる放送の休止・日時・時間変更・途中打ち切りは以下の通り。これに合わせる形で、全国的に放送休止の場合はTVerの配信期間は臨時で1週分（2週間）長く設定されている。また、特定の放送局のみローカルのスポーツ中継などで臨時枠移動を実施する場合であっても、TVerの配信は地域に関係なく当該局以外での全国放送後に実施するほか、停波による途中打ち切り（欠落）の場合は当該局での未放送部分含めた再放送はなされずそのままネット返上となるためTVerの配信で補完となる。
  - 2023年5月28日…北海道テレビの放送エリアのうち、道内オホーツク地方の18市町村[注 33]のみ8時50分から10時55分までの間、網走局で発生した機器故障による停波の影響で、Bパートのシーンに相当する8時50分に停波・途中打ち切り。以降のシーンとエンディング映像が欠落となった[64][65]。
  - 2023年8月6日…原爆忌・平和記念日にあたる同日で広島への原爆投下から78年を迎えるのにあわせ、広島ホームテレビのみ『平和記念式典中継』（8時 - 9時）を放送[66]のため、同日に限り制作局での放送時間より90分繰り下げの上、10時 - 10時30分の遅れネットで放送。この回の連動データ放送は同局のみ休止となった[67][68][69]。
  - 2023年8月13日・20日…制作局の朝日放送テレビのみ、『第105回全国高校野球選手権記念大会』中継のため臨時枠移動を実施[注 34][70][71]（下記の表を参照）。
  - 2023年11月5日…『長谷工グループスポーツスペシャル 秩父宮賜杯第55回全日本大学駅伝対校選手権大会』（テレビ朝日・メ〜テレ共同制作、8時10分 - 13時40分。7時45分 - 8時10分に『直前情報』も別途放送）のため休止[72][73]。
  - 2023年12月31日…各局年末特番編成[注 35]のため、休止。

| 話数 | サブタイトル                                  | 脚本                | 絵コンテ        | 演出           | 作画監督                                                                  | 美術              | 本放送日             |
| ---- | --------------------------------------------- | ------------------- | --------------- | -------------- | ------------------------------------------------------------------------- | ----------------- | -------------------- |
| 1    | わたしがヒーローガール!? キュアスカイ参上!!   | 金月龍之介          | 小川孝治        | 小川孝治       | 片山敬介                                                                  | 門口亜矢          | 2023年 2月5日        |
| 2    | ヒーローがおうちにやってきた!?                | 金月龍之介          | 佐々木憲世      | 佐々木憲世     | 爲我井克美 宮谷里沙                                                       | 土井裕子          | 2月12日              |
| 3    | シクシクホームシック！ 泣かないでエルちゃん！ | 守護このみ          | 小村敏明        | 岩井隆央       | 青山充                                                                    | 髙木佑梨          | 2月19日              |
| 4    | わたしもヒーローガール！ キュアプリズム登場!! | 金月龍之介          | 小川孝治        | 飛田剛         | 増田誠治                                                                  | 徐柱星            | 2月26日              |
| 5    | 手と手をつないで！ 私たちの新しい技！         | 金月龍之介          | 土田豊          | 土田豊         | 稲上晃                                                                    | 戸杉奈津子        | 3月5日               |
| 6    | 伝えて！ ソラの本当の気持ち                   | 守護このみ          | 志水淳児        | ひろしまひでき | 沼田広 ジョーイ・カランギアン レジー・マナバット                          | 土井裕子          | 3月12日              |
| 7    | ドキドキ！ 転校生はヒーローガール!!           | 加藤還一            | 門由利子        | 門由利子       | 竹森由加 赤田信人                                                         | 髙木佑梨          | 3月19日              |
| 8    | 飛べない鳥と、 ふしぎな少年                   | 金月龍之介          | 西田正義        | 岩井隆央       | 上野ケン                                                                  | 徐柱星            | 3月26日              |
| 9    | 勇気の翼、 飛べキュアウィング!!               | 金月龍之介          | 篠原花奈        | 篠原花奈       | 松浦仁美                                                                  | 戸杉奈津子        | 4月2日               |
| 10   | むむむ！ 思い出の料理ってどんな味!?           | 加藤還一            | 小村敏明        | 鳥羽聡         | 岩崎成希 小川玖理周 板倉和弘 石川恵理 久行宏和 太田宣貴                   | 土井裕子          | 4月9日               |
| 11   | 気まずい二人!? ツバサとあげは                 | 守護このみ          | 佐々木憲世      | 佐々木憲世     | 青山充                                                                    | 髙木佑梨          | 4月16日              |
| 12   | ツエェェェ！ キュアスカイ対カバトン！！       | 加藤還一            | 頂真司          | 土門健一       | 爲我井克美 廣中美佳                                                       | 徐柱星            | 4月23日              |
| 13   | 届けて！ はじめてのおくりもの                 | 金月龍之介 山岡潤平 | 櫛谷健太        | 櫛谷健太       | 太田宣貴 細田沙織 岩崎成希 小川玖理周 上家礼衣 小村柚葉 板倉和弘 三橋桜子 | 戸杉奈津子        | 4月30日              |
| 14   | スカイランドへ！ 憧れのあの人との再会         | 金月龍之介          | 佐藤照雄        | 飛田剛         | 宮谷里沙 酒井夏海 上田由希子                                              | 鈴木祥太          | 5月7日               |
| 15   | 超巨大ランボーグ大爆発!? 守れスカイランド！   | 金月龍之介          | 頂真司          | ひろしまひでき | 赤田信人 片山敬介 沼田広                                                  | 髙木佑梨 島田純子 | 5月14日              |
| 16   | えるたろう一座のおに退治                      | 伊藤睦美            | 小村敏明        | 岩井隆央       | 竹森由加 ジョーイ・カランギアン レジー・マナバット                        | 徐柱星            | 5月21日              |
| 17   | わたせ最高のバトン！ ましろ本気のリレー       | 井上美緒            | 畑野森生        | 畑野森生       | 増田誠治                                                                  | 戸杉奈津子        | 5月28日              |
| 18   | アゲアゲ！ 最強の保育士 キュアバタフライ！！  | 加藤還一            | 土田豊          | 土田豊         | 上野ケン                                                                  | 土井裕子          | 6月4日               |
| 19   | あげはとツバサ、 カラフルにアゲてこ！         | 井上美緒            | 門由利子        | 門由利子       | 松浦仁美                                                                  | 髙木佑梨 島田純子 | 6月11日              |
| 20   | ましろの夢 最初の一歩                         | 伊藤睦美            | 志水淳児        | 志水淳児       | 青山充                                                                    | 徐柱星            | 6月18日              |
| 21   | ひろがれ！知識の翼                            | 井上美緒            | 今千秋          | 岩井隆央       | 廣中美佳 ジョーイ・カランギアン レジー・マナバット                        | 戸杉奈津子        | 6月25日              |
| 22   | バッタモンダー 最後の秘策！                   | 金月龍之介          | 佐々木憲世      | ひろしまひでき | 爲我井克美 美馬健二                                                       | 鈴木祥太          | 7月2日               |
| 23   | 砕けた夢と、 よみがえる力                     | 金月龍之介          | 小川孝治        | 飛田剛         | 稲上晃                                                                    | 髙木佑梨 島田純子 | 7月9日               |
| 24   | 輝く一番星☆ エルちゃんの秘密                  | 伊藤睦美            | 篠原花奈        | 篠原花奈       | 上田由希子 宮谷里沙                                                       | 徐柱星            | 7月16日              |
| 25   | ワクワク！ プリンセス、動物園に行く！         | 井上美緒            | 土門健一        | 土門健一       | 増田誠治 沼田広                                                           | 戸杉奈津子        | 7月23日              |
| 26   | テイクオフ！ 飛行機でつながる想い             | 加藤還一            | 小村敏明        | 小村敏明       | 赤田信人 竹森由加                                                         | 土井裕子          | 7月30日              |
| 27   | ミラーパッドでワクワクレッスン!?              | 伊藤睦美            | 西田正義        | 岩井隆央       | 高橋晃 遠藤香 上家礼衣 小村柚葉 木下由美子 杨鋭 陳婷婷 王悦春             | 髙木佑梨 島田純子 | 8月6日               |
| 28   | あげはのアゲアゲファッションショー            | 成田良美            | 佐藤照雄        | ひろしまひでき | 上野ケン                                                                  | 徐柱星            | 8月20日8月13日       |
| 29   | ソラと、 忘れられたぬいぐるみ                 | 守護このみ          | 野呂彩芳        | 野呂彩芳       | 青山充                                                                    | 戸杉奈津子        | 8月23日（水）8月20日 |
| 30   | ひろがる海！ ビーチパラダイス！               | 村山功              | 佐々木憲世      | 佐々木憲世     | 廣中美佳 小澤誠                                                           | 鈴木祥太          | 8月27日              |
| 31   | 新たな脅威！ エルちゃんを取り戻せ！           | 金月龍之介          | 村上貴之        | 村上貴之       | 松浦仁美                                                                  | 髙木佑梨 島田純子 | 9月3日               |
| 32   | 大変身！ キュアマジェスティ！！               | 加藤還一            | 横内一樹        | 横内一樹       | 爲我井克美 美馬健二                                                       | 徐柱星            | 9月10日              |
| 33   | 究極のちから！ マジェスティクルニクルン       | 金月龍之介          | 畑野森生        | 畑野森生       | 稲上晃 片山敬介                                                           | 戸杉奈津子        | 9月17日              |
| 34   | もんもん！ ましろと帰ってきたアイツ           | 成田良美            | 土田豊          | 土田豊         | 赤田信人 ジョーイ・カランギアン レジー・マナバット                        | 土井裕子          | 9月24日              |
| 35   | 助っ人ソラ！ エースとヒーロー                 | 井上美緒            | 鈴木正男        | 飛田剛         | 上田由希子 宮谷里沙                                                       | 島田純子 中林由貴 | 10月1日              |
| 36   | あげは、 最強の保育士失格！？                 | 伊藤睦美            | 今千秋          | 岩井隆央       | 沼田広 竹森由加                                                           | 徐柱星            | 10月8日              |
| 37   | ふたりは仲良し♡ 思い出の木！                  | 加藤還一            | 柴田匠          | 柴田匠         | 増田誠治                                                                  | 戸杉奈津子        | 10月15日             |
| 38   | 大空を救え！ 浮き島のひみつ                   | 村山功              | 篠原花奈        | 篠原花奈       | 青山充                                                                    | 鈴木祥太          | 10月22日             |
| 39   | 大魔女ヨヨとハロウィンパーティー！            | 井上美緒            | 野呂彩芳        | 野呂彩芳       | 廣中美佳 小澤誠                                                           | 島田純子 中林由貴 | 10月29日             |
| 40   | なかよち♡ エルちゃん結婚式☆                   | 伊藤睦美            | 小村敏明        | 岩井隆央       | 上野ケン                                                                  | 徐柱星            | 11月12日             |
| 41   | ましろと紋田の秋物語                          | 成田良美            | 今千秋          | ひろしまひでき | 松浦仁美                                                                  | 戸杉奈津子        | 11月19日             |
| 42   | 迷いをこえて 未熟なヒーロー！                 | 村山功              | 鈴木正男        | 野本雄也       | 片山敬介 美馬健二                                                         | 土井裕子          | 11月26日             |
| 43   | プリズムシャイン！ 心を照らして！             | 井上美緒            | 河原龍太        | 岩井隆央       | 竹森由加 ジョーイ・カランギアン レジー・マナバット                        | 中林由貴          | 12月3日              |
| 44   | 大きなプリンセスと伝説のプリキュア            | 金月龍之介          | 土田豊          | 土田豊         | 赤田信人 稲上晃                                                           | 徐柱星            | 12月10日             |
| 45   | アンダーグ帝国の優しい少女                    | 金月龍之介          | 横内一樹        | 横内一樹       | 沼田広 増田誠治                                                           | 戸杉奈津子        | 12月17日             |
| 46   | ヒーローたちのクリスマス                      | 伊藤睦美            | 篠原花奈        | 篠原花奈       | 宮谷里沙 上田由希子                                                       | 土井裕子          | 12月24日             |
| 47   | さよなら一番星！ プリンセスのめざめ！         | 金月龍之介          | 村上貴之        | 村上貴之       | 青山充                                                                    | 中林由貴          | 2024年 1月7日        |
| 48   | 守れヒーロー！ みんなの街！                   | 金月龍之介          | 畑野森生        | ひろしまひでき | 廣中美佳 小澤誠 ジョーイ・カランギアン レジー・マナバット                 | 徐柱星            | 1月14日              |
| 49   | キュアスカイと最強の力                        | 金月龍之介          | 小川孝治        | 小川孝治       | 板岡錦                                                                    | 戸杉奈津子        | 1月21日              |
| 50   | 無限にひろがる！ わたしたちの世界！           | 金月龍之介          | 横内一樹 柴田匠 | 大垣愛結       | 斎藤敦史                                                                  | 林竜太            | 1月28日              |

## 放送局・配信元

### 日本国内での放送
| 放送期間                                            | 放送時間         | 放送局                                                      | 対象地域                |
| --------------------------------------------------- | ---------------- | ----------------------------------------------------------- | ----------------------- |
| 2023年2月5日 - 2024年1月28日                        | 日曜 8:30 - 9:00 | 朝日放送テレビ（制作局）をはじめとする テレビ朝日系列全24局 | 日本国内 （一部を除く） |
| 2023年2月12日 - 2024年2月4日                        | 日曜 6:15 - 6:45 | 山陰放送                                                    | 鳥取県・島根県          |
| 字幕放送・連動データ放送はANNフルネット局のみ実施。 |                  |                                                             |                         |

### 日本国内での配信
| 配信期間                     | 配信時間       | 配信サイト | 備考                                             |
| ---------------------------- | -------------- | --- | ------------------------------------------------ |
| 2023年2月5日 - 2024年1月28日 | 日曜 9:00 更新 | TVer | 最新話限定で無料配信。切替式日本語字幕機能対応。 |
| 2023年2月5日 - 2月18日       | -              | YouTube（プリキュア公式YouTubeチャンネル） | 第1話のみの期間限定配信                          |
| 2023年2月26日 - 3月11日      |                | YouTube（プリキュア公式YouTubeチャンネル） | 第4話のみの期間限定配信                          |
| 2023年4月2日 - 4月15日       |                | YouTube（プリキュア公式YouTubeチャンネル） | 第9話のみの期間限定配信                          |
| 2023年6月4日 - 6月17日       |                | YouTube（プリキュア公式YouTubeチャンネル） | 第18話のみの期間限定配信                         |
| 2023年9月10日 - 9月23日      |                | YouTube（プリキュア公式YouTubeチャンネル） | 第32話のみの期間限定配信                         |
| 2023年2月8日 - 2024年1月31日 | 水曜 0:00 更新 | アニメ放題 Amazon Prime Video auスマートパスプレミアム バンダイチャンネル dアニメストア DMM TV FOD Hulu J:COMオンデマンド みるプラス Paravi TELASA U-NEXT | 定額制による見放題見逃し配信                     |
|                              |                | テレ朝動画、他 | 最新話限定で無料配信 配信終了後は都度課金        |

### 日本国外での放送
時間帯は全て現地時間。

#### 香港
『開闊天空！光之美少女』のタイトルで放送。広東語 & 日本語二か国語放送。
| 放送局 | 放送期間       | 放送時間           |
| ------ | -------------- | ------------------ |
| ViuTV  | 2023年4月1日 - | 土曜 17:00 - 17:30 |

#### 台湾
『開闊天空！光之美少女』のタイトルで放送。普通話放送、繁体字字幕あり。
| 放送局     | 放送期間        | 放送時間         |
| ---------- | --------------- | ---------------- |
| 東森幼幼台 | 2023年4月29日 - | 土曜 8:00 - 8:30 |

### 日本国外での配信
Crunchyrollが2023年2月4日17時30分（PT）より、南北アメリカなどにおいて、動画配信を実施している。

## 関連番組
キュアプレシャスのありがとう！シェアリンパーティ♡
シリーズ前作『デリシャスパーティ♡プリキュア』の最終話（第45話）が放送された2023年1月29日の15時に、プリキュア公式YouTubeチャンネルにて生配信された番組。キュアプレシャスがモーションキャプチャで進行する生配信動画で、本作品からはキュアスカイもモーションキャプチャでゲストとして登場した。
土曜はカラフル!!!
TOKYO MXで土曜12時 - 12時55分に放送されている、アンミカがMCを務める情報番組。2023年2月4日放送分にキュアスカイ役の関根明良が出演し、本作品にまつわる独占インタビューが放送されたほか、2月1日から19日まで東京都豊島区の池袋サンシャインシティワールドインポートマート展示ホールAにて開催された『全プリキュア展 〜20th Anniversary Memories〜』東京会場のイベントの模様もリポートした。
ちはやお姉さんの見たい！聴きたい！伝えたい！
マーベラス音楽映像公式YouTubeチャンネルで不定期に夜間に生配信されている、主題歌歌手の吉武千颯による関連音楽・映像商品や公式ライブに関する情報を紹介する番組。
『ひろがるスカイ！プリキュア おしゃれレッスン』
2023年2月19日と3月5日に、プリキュア公式YouTubeチャンネルで日曜9時に配信された動画コンテンツ。キュアスカイがヘアアレンジやメイクの仕方を紹介する。
| 回 | サブタイトル     | 配信日         |
| -- | ---------------- | -------------- |
| #1 | キュアスカイ編   | 2023年 2月19日 |
| #2 | キュアプリズム編 | 3月5日         |

『ひろがるスカイ！プリキュア』キュアバタフライ登場記念　スペシャル対談
キュアバタフライ初登場日にあたる2023年6月4日の9時にプリキュア公式YouTubeチャンネルで公開された対談動画。動画内ではキュアバタフライ役の七瀬彩夏とキュアウィング役の村瀬歩の2人がバタフライの変身や今後の展開などについて語られている。
夏のダンスレッスンパーティー
2023年8月13日17時30分にプリキュア公式YouTubeチャンネルにて配信された番組。キュアスカイとキュアプリズムが登場し、後期エンディング主題歌「Dear Shine Sky」の振り付けレッスンのほか、お知らせやクイズ、スペシャルプレゼントの情報で構成される。
「ひろがるスカイ！プリキュア　おでかけ！ひろがるワールド！」大特集SP
2023年8月16日19時56分 - 20時にTOKYO MXで放送されたミニ特別番組。ナレーションを早乙女かぐや役の千春が担当、同イベントの東京会場の模様を進藤あまねがリポートしたほか、「はればれステージ」で行われた石井あみのステージの模様も放送された。
ノイミーステーション
朝日放送ラジオで水曜0時30分から1時（火曜深夜）に放送されている≠MEのバラエティ番組。プリキュアスペシャルコラボ第3弾として2023年9月26日（25日深夜）放送分にゲストとして関根明良が出演、メンバーの蟹沢萌子と櫻井ももによるインタビューを放送した。
冬のスペシャル配信番組　『ひろがるスカイプリキュア！～ちょっとはやめのクリスマスパーティー～』
2023年12月3日にプリキュア公式YouTubeチャンネルで配信されたスペシャル番組。キュアスカイ・キュアプリズムの2人が進行、キュアウィング、キュアバタフライ、キュアマジェスティをゲストに迎え、トークやゲーム、プレゼントコーナーのほか、番組末尾部にて不定期に行われている名前呼び出しコーナー「もっと！テレビで みんなのおなまえよんじゃうよ！♡」も実施。また、番組内ではスペシャルゲストも登場した。
アニメロサマーライブ2023 -AXEL- powered by Anison Days
2023年12月31日11時から17時にBS11で放送された『Anison Days』の音楽特別番組。同年8月下旬に開催された『Animelo Summer Live 2023 -AXEL-』（後述）のライブの模様を3日間すべて放送、「Hero Girls!“サマー”スカイ！プリキュア」は「ヒロガリズム」の歌唱パートのみ放送した。

## 映画
本作品ではテレビシリーズ終了時点で単独の映画作品は製作されていない。

### クロスオーバー映画
映画 プリキュアオールスターズF
2023年9月15日公開。プリキュアシリーズ20周年を記念したオールスターズ映画で、本作品を含む歴代プリキュアが総登場する。
同作品の公開に合わせ、テレビ本放送およびTVerでの見逃し配信において、本作品第32話から第35話のオープニング映像と第35話のエンディング映像にて同作品のハイライトシーンが、第33話・第34話のエンディング映像にて同作品のエンディング映像が一部使用されている。

### ゲスト出演
いずれも本作品に登場するプリキュア全員がゲストとして登場する。
わんだふるぷりきゅあ!ざ・むーびー! ドキドキ♡ゲームの世界で大冒険!
2024年9月13日公開。エルの少女体は映画初登場。
映画 キミとアイドルプリキュア♪ お待たせ!キミに届けるキラッキライブ!
2025年9月12日公開。

## その他の作品
わんだふるぷりきゅあ!
2024年に放送された、プリキュアのテレビシリーズ21作目。同作品の単作映画の公開を記念し、第32話にて本作品のプリキュア5人が変身前の姿（エルは幼児と少女双方の姿）で登場。あわせてアンダーグ帝国のカバトン、ミノトン、バッタモンダー（紋田の姿）、カイゼリン・アンダーグ、同じく単作映画に登場する『魔法つかいプリキュア!』の朝日奈みらい、十六夜リコ、花海ことは、モフルンも1カットの背景キャラクターとして登場した。

## 漫画版
これまでのシリーズ同様、上北ふたごにより『なかよし』（講談社）にて2023年3月号より2024年2月号まで連載された。2023年10月号掲載分では、映画公開記念のコラボレーション回として、歴代のプリキュア全員がゲスト出演している。

### 書誌情報
いずれも通常版と特装版でカバーイラストやピンナップイラストが異なるほか、特装版には特典として、シリーズ20周年を記念し歴代プリキュア78人が登場する描き下ろし漫画小冊子が付属する。
- 上北ふたご（漫画）・東堂いづみ（原作）『ひろがるスカイ！プリキュア プリキュアコレクション』
  - 『なかよし』2023年3月号 - 2024年2月号掲載分及び描き下ろし作品を収録
    - 通常版：講談社〈ワイドKC〉、2024年3月13日発売[106]、ISBN 978-4-06-531642-9
    - 特装版：講談社〈プレミアムKC〉、2024年3月13日発売[107]、ISBN 978-4-06-534908-3

## キャラクターショー
遊園地やイベント会場等で観覧できるキャラクターショーは、第1期はキュアスカイ・キュアプリズム・エル、敵側はカバトンと太鼓型ランボーグが登場、テレビ本編の進行に合わせてキュアウィングも追加登場した。第2期ではキュアバタフライが加わり、敵側はバッタモンダーに変更されたが、ランボーグは太鼓型のまま。第3期ではキュアマジェスティも加わり、太鼓型ランボーグがキョーボーグに変わった。
上記とは別に、劇団飛行船制作の有料ミュージカルショー『ひろがるスカイ！プリキュア ドリームステージ』が2023年7月から2024年2月まで公演された。前シリーズ『デリシャスパーティ♡プリキュア』シリーズ構成の平林佐和子が脚本を手掛けており、ミュージカルオリジナルキャラクターのダンが登場したほか、終盤ではキュアプレシャスとキュアサマーが客演、ライブパートでは『デリシャスパーティ♡プリキュア』『トロピカル〜ジュ！プリキュア』の全プリキュアも登場した。こちらに関してもテレビ本編の進行に合わせて9月30日の公演よりキュアマジェスティが追加登場した。12月28日から30日には前シリーズに続く形で東京都台東区の飛行船シアターにて『ひろがるスカイ！プリキュア ドリームステージプラス』も公演され、270度の大画面スクリーンによる映像演出など同公演独自にアレンジされた演出となっていたほか、開演前にソラたちによる出迎え、終演後にプリキュアたちのほか、スペシャルゲストとして『デリシャスパーティ』『トロピカル〜ジュ』のいずれか（公演によって異なる）のプリキュアを含めた登場キャラクターとのハイタッチ会、キッチンカーによるクレープ販売、プリキュア達へ手紙を送ることができるサービスもそれぞれ実施された。
また、後述の感謝祭イベントでも、シリーズ構成の金月龍之介による本編終了後の後日談となるオリジナルストーリー「ありがとうヒーロー！みんなの未来にReady Go!」のキャラクターショーが行われ、ソラシド市に残留していたアンダーグエナジーから生み出され、黒いキュアスカイの姿の敵として現れたブラックスカイが登場、さらに彼女によって生み出されたカバトンとバッタモンダーの偽物も分身して登場したほか、主題歌歌手の石井あみと吉武千颯も客演した。

## イベント
ひろがるスカイ！プリキュア 〜みんなあつまれ！おうちでおひろめショー〜
第1話放送の前日に当たる2023年2月4日の17時30分より、プリキュア公式YouTubeチャンネルにてオンライン配信。当日はプリキュア変身時の名乗りや第1話の一部シーンをそれぞれ先行で公開したり、エンディング主題歌のダンスレッスン、ミラージュペンを使用したサインの練習、『デリシャスパーティ♡プリキュア感謝祭』の告知などで構成されたほか、主題歌歌手の石井あみと吉武千颯も出演し、オープニングテーマとエンディングテーマをそれぞれ初披露した。
デリシャスパーティ♡プリキュア感謝祭
2023年2月18日・19日に東京都中野区の中野サンプラザホールにて開催された、シリーズ前作『デリシャスパーティ♡プリキュア』の感謝祭イベント。
本作品よりプリキュアの2人（キュアスカイ、キュアプリズム）がゲストで登場。また、主題歌歌手の吉武千颯に加え、石井あみも出演し本作品の主題歌を披露した。
ひろがるスカイ！プリキュア お台場フェスティバル
2023年3月17日から5月28日までの期間、東京・台場のデックス東京ビーチアイランドモール5階・JOYPOLIS特別イベントスペースで開催されたイベント。キュアスカイの浄化技をモチーフとした体験コーナーや、デコレター作成、作中に登場する「Pretty Holic」をイメージしたコーナーを始めとする各種展示、ゲームコーナーとしてバスケットボールゲームやピンボールゲーム、玩具コーナー、フォトシール機コーナー、プリキュア衣装での撮影、ワークショップ（ペタペタ焼き）、スタンプラリー、キャラクターによるダンスレッスン・グリーディングなどで構成。入場者プレゼントとして、アトラクションエリアへの入場者全員に、プリキュア4人やエルのポストカードが6種類の中からランダムで貰えた。また会場には、プリキュアの公式オフィシャルショップ「プリキュア プリティストア」の期間限定ショップとして「プリキュア プリティストアmini お台場出張店」も出店した他、東京ジョイポリスエントランス横にあるディッピンドッツアイスクリームでは本イベントとコラボレーションしたアイスクリームが4月1日から販売された。
ひろがるスカイ！プリキュア おでかけ！ひろがるワールド！ / ひろがるスカイ！プリキュア みんなもヒーロー！きらめきメモリー！
本作品に関する様々なアトラクションを体験したり、写真撮影が出来るほか、オリジナルグッズの販売やキャラクターショー・ダンスステージなどで構成されているイベント。このうち、「おでかけ！ひろがるワールド」は熊本県荒尾市のグリーンランドイベントホール（2023年3月18日 - 5月7日の平日含めた期間と5月13日以降の土曜・日曜〈13日 - 28日〉）、東京都豊島区の池袋サンシャインシティワールドインポートマート展示ホールA（8月4日 - 27日）、広島市西区のマリーナホップ（9月1日 - 10月29日）、愛知県蒲郡市のラグーナテンボス（11月3日 - 2024年2月4日）で、「みんなもヒーロー！きらめきメモリー」は香川県丸亀市のニューレオマワールド（3月17日 - 5月28日）、岩手県盛岡市の盛岡市民文化ホール（7月22日 - 8月20日）、北海道札幌市中央区のサッポロファクトリー3条館3階特設会場（2024年1月2日 - 14日）にてそれぞれ開催された。また、東京会場では8月11日から13日、17日・18日に会場内の「はればれステージ」にてオープニング主題歌・前期エンディング主題歌歌手の石井あみが登場するステージイベントも開催、あわせて2023年8月16日にはイベントの模様がTOKYO MXで放送された（前述を参照）。
ひろがるスカイ！プリキュア　クイズラリー〜ひろがるみんなのあいことば！〜
2023年4月29日から5月21日までの期間、関東圏の総合住宅展示場11か所にて、保護者同伴で小学生以下の子供を対象にクイズラリーを開催。施設内の各地点に設置されたスポットで3択クイズに解答し、解答した番号にある言葉をつなげて受付に提示すると、参加賞としてシリーズ20周年記念のコラボレーション限定グッズ（オリジナルアクリルキーホルダーまたはオリジナルポストカード）が貰えた。また、馬込・ひたちなかを除く展示場では玩具などが抽選で貰えるプリキュア大抽選会のほか、練馬IC・江戸川・海老名・新熊谷ではキャラクターショーも同時開催された。
『ひろがるスカイ！プリキュア』主題歌シングル購入者限定 リリース記念ライブ
2023年5月3日に東京都豊島区のharevutai（Hareza池袋内）で開催された、前期主題歌シングル発売記念のライブイベント。昼夜2公演の開催で、主題歌歌手の石井あみと吉武千颯が出演した。
「ノイミーステーション」公開収録＆ミニLIVEイベント ～≠ME よっしゃ大阪行くぞー！2023～
2023年7月8日に大阪市北区のサンケイホールブリーゼにて開催された「ノイミーステーション」の関連イベント。夜公演の公開収録コーナーにスペシャルゲストとしてキュアスカイが登場、あわせて前期エンディング主題歌の「ヒロガリズム」を出演者全員で披露した。
テレビ朝日・六本木ヒルズ 夏祭り SUMMER STATION
2023年7月22日から8月27日までテレビ朝日本社会場、六本木ヒルズ、EX THEATER ROPPONGIで開催されたイベント。コラボレーションカフェ出店のほかオリジナルグッズの販売、さらにはキャラクターショーやミニライブなどが開催された。
ヒーロー大集合！スペシャルコラボカフェ
本作品と『仮面ライダーギーツ』、『王様戦隊キングオージャー』の3作品がコラボレーションしたスペシャルコラボレーションカフェとして出店、各作品のスペシャルコラボメニューが販売され、プリキュア4人とエルが描かれたスモークサーモンサンドイッチプレートのほか、かき氷やドリンクが提供された。また、各フードメニューの注文で各作品の映画オリジナルランチョンマット、かき氷またはドリンクの注文でコースターが1枚プレゼントされる施策のほか会場には写真撮影可能なスポットも設置された。
ひろがるスカイ！プリキュア テレビ朝日限定商品
2023年8月1日8時よりテレビ朝日本社会場内のテレアサショップ 六本木店、同日10時よりテレアサショップ ONLINE、8月7日10時より東京都千代田区の東京キャラクターストリート内のテレアサショップ 東京駅店でソラたち4人の浴衣姿が描き下ろしされた商品が販売された。
ひろがるスカイ！プリキュア 夏空ひろがるフェスティバル
2023年8月1日に六本木ヒルズアリーナで、プリキュアショーとキッズチアダンスチームによる演技、吉武千颯と石井あみによるミニライブで構成・開催されたステージイベント。
Animelo Summer Live 2023 -AXEL-
2023年8月25日から8月27日にさいたま市中央区のさいたまスーパーアリーナで開催されたアニメソングの大型ライブイベント。8月26日の2日目に本作品主題歌歌手の石井あみと吉武千颯、プリキュア役声優の関根明良と加隈亜衣、歴代主題歌歌手の北川理恵とMachicoによる「Hero Girls!“サマー”スカイ！プリキュア」として出演。プリキュアシリーズとしては2017年開催の『Animelo Summer Live 2017 -THE CARD-』2日目での「キラキラ☆プリキュアアラモード サマーセッション」以来6年ぶり3度目の同イベント出演となった。前述の通りこのライブの模様が2023年12月31日に『アニメロサマーライブ2023 -AXEL- powered by Anison Days』としてBS11で放送された。
ひろがるスカイ！プリキュア コラボイベント in スカイガーデン
2023年9月3日から9月24日までの期間、横浜ランドマークタワー（横浜市西区）内の展望フロア「スカイガーデン」で開催のコラボイベント。テレビシリーズに関するパネル展示、喫茶「スカイカフェ」でのコラボドリンク・フードの販売、グッズショップ「タワーショップ」での限定アクリルキーホルダー、「プリキュア プリティストア」のオンラインショップの人気商品、オリジナルクリアファイル付き特別入場券の販売がそれぞれ行われた。また、『映画 プリキュアオールスターズF』の公開を記念したイベントやキャンペーンも行われ、映画に関するパネル展示や同作品ポスターのフォトスポット設置のほか、入場者プレゼントとして中学生以下に配布される「復活！ミラクルライト」を館内の各店舗のスタッフに提示すると景品がプレゼントされる施策が実施され、スカイカフェでは全てのメニュー価格が5%割引となるほかタワーショップではブルーダルチョコレートがプレゼントされた。あわせて、9月18日には「＃映画プリキュアが繋ぐ20の絆」の企画の一つとして、グリーティングイベントも実施された。
ひろがるスカイ!プリキュアLIVE2023 Hero Girls Live 〜Max!Splash!GoGo!〜
2023年10月21日に横浜・みなとみらいのパシフィコ横浜国立大ホールで開催された、主題歌歌手と出演声優によるキャラクターソングライブ。昼夜2公演。当日のライブ2公演はいずれも「uP!!!」、『TELASA』での独占生配信・期間限定のアーカイブ配信も実施された。詳細は当該項目を参照。
わんだふるぷりきゅあ！〜おうちでおひろめショー〜
本作品最終話、かつシリーズ次作『わんだふるぷりきゅあ!』第1話放送の前週に当たる2024年1月28日の16時より、プリキュア公式YouTubeチャンネルにてオンライン配信された次作の配信イベント。当日はキュアワンダフルのほか、本作品からはキュアスカイが登場した。
ひろがるスカイ！プリキュア感謝祭
2024年2月17日・18日に東京都文京区のTOKYO DOME CITY HALLにて開催された感謝祭イベント。出演声優・主題歌歌手によるライブステージ、同イベントオリジナルストーリーのキャラクターショー、ファミリー向けの昼公演では参加型キャラクタートークショー、プリキュアを撮影することが可能なコーナー、アニメファン向けの夜のプレミアム公演では、プリキュア役の声優陣（関根明良、加隈亜衣、村瀬歩、七瀬彩夏、古賀葵）によるトークショーや最終話にあたる第50話の後日談となる朗読劇などで構成。
会場にはシリーズ次作『わんだふるぷりきゅあ!』に登場するプリキュア2人（キュアワンダフル、キュアフレンディ）と前期エンディング主題歌を担当する後本萌葉もそれぞれゲスト出演しエンディングテーマ楽曲を披露したほか、昨年と同様開催2日目（2月18日）の昼夜に限り『PIA LIVE STREAM』にてオンラインによる生配信も実施された。

## 関連商品
音楽CD・映像ソフトの発売元はいずれもマーベラス。

### 音楽CD
いずれも販売元はソニー・ミュージックソリューションズ。前作と同様にテレビシリーズのCD全商品購入（2形態ある場合は両方とも購入）特典として、封入応募券を全て集めて申し込むと、全CDが収納できる「ひろがるスカイ！ボックス（くるみ三方背仕様）」がプレゼントされる。また、前2作に引き続き音楽CD全商品の初回限定封入特典は通常盤、CD+DVD盤共にキャンバスブロマイド（スーパーアート6色印刷）。
シングル
1. 「ひろがるスカイ!プリキュア 〜Hero Girls〜/ヒロガリズム」（2023年3月22日発売）
  - CD+DVD盤：MJSS-09337 - 8
  - 通常盤：MJSS-09339
  - 前期のオープニングテーマとエンディングテーマを収録。CD+DVD盤のDVDには前期のオープニングおよびエンディングのノンテロップムービーが収録されている。初回限定封入特典はブロマイドに加え前述の購入者限定リリース記念ライブの抽選申し込み券のほか、永久特典として「めざせ！あこがれのわたし♡ プリキュアミラーパッド！オールスター」専用二次元コード（キュアスカイからのおてがみ）が付属。

2. 「Dear Shine Sky」（2023年8月23日発売）
  - CD+DVD盤：MJSS-09342 - 3
  - 通常盤：MJSS-09344
  - 後期エンディングテーマとプリキュア4人による前期エンディングテーマのキャラクターソングバージョン「ヒロガリズム 〜Precure Quartetto Ver.〜」、後期エンディングのカラオケバージョン、それぞれのテレビサイズ・バージョンなど全5曲を収録。CD+DVD盤のDVDには前期のオープニングおよび後期のエンディングのノンテロップムービーが収録されている。初回限定封入特典はブロマイドに加え後述のライブイベント先行抽選応募券と「めざせ！あこがれのわたし♡ プリキュアミラーパッド！オールスター」専用二次元コード（夕凪ツバサからのおてがみ）が付属。

サウンドトラック
1. 『ひろがるスカイ！プリキュア オリジナル・サウンドトラック1 プリキュア・サウンド・ミラージュ!!』（2023年5月31日発売、MJSA-01370）
  - BGMと主題歌のテレビサイズ・バージョンなど全41曲を収録したサントラ盤。同商品の前述の変身バンクBGMなど一部の楽曲は石井あみがコーラスとして参加している。

2. 『ひろがるスカイ！プリキュア オリジナル・サウンドトラック2 プリキュア・マジェスティック・サウンド!!』（2023年12月27日発売、MJSA-01373）
  - BGMと主題歌のテレビサイズ・バージョンなど全39曲を収録したサントラ盤。

ボーカルアルバム
1. 『ひろがるスカイ！プリキュア ボーカルアルバム 〜FLY TOGETHER!!!!!〜』（2023年7月19日発売、MJSA-01371）
  - プリキュア役など主要登場人物を演じる声優によるキャラクターソングと主題歌歌手によるイメージソング、ボーナストラックとしてイメージソングの歌手別バージョンなど全15曲を収録したボーカルアルバム。初回限定封入特典はブロマイドに加えライブイベント先行抽選応募券のほか、永久特典として「めざせ！あこがれのわたし♡ プリキュアミラーパッド！オールスター」専用二次元コード（聖あげはからのおてがみ）が付属。

2. 『ひろがるスカイ！プリキュア ボーカルベスト 〜KIZUNA◇ダイアモンド〜』（2024年1月31日発売、MJSA-01385 - 6）
  - 2枚組構成のベスト・アルバムで、1枚目にはこれまでに発表されたオープニング主題歌・挿入歌・キャラクターソング・イメージソング、プリキュア役の声優による前期エンディングテーマのカバーバージョン、吉武千颯による後期エンディングテーマのライブイントロバージョンや新曲など全14曲を収録。2枚目には1枚目未収録曲も含む全16曲のオリジナル・カラオケバージョンを収録。

### DVD / Blu-ray Disc
特記のない商品の販売元はいずれもハピネット・メディアマーケティング。
DVD（Vol.14までは各巻3話、Vol.15・16は各巻4話収録）は2023年6月28日より、Blu-ray Disc（各巻2枚組、第1〜3巻は各12話、第4巻は14話収録）は9月27日よりそれぞれ発売されている。
| 巻数 | 収録話数    | ジャケットイラスト                                                       | 映像特典                                                                                | 発売日         |
| ---- | ----------- | ------------------------------------------------------------------------ | --------------------------------------------------------------------------------------- | -------------- |
| 1    | 1話 - 3話   | キュアスカイ キュアプリズム キュアウィング キュアバタフライ エル         | 『ひろがるスカイ！プリキュア』大紹介クイズ・EDダンスレッスン 前期ノンテロップOP&ED CM集 | 2023年6月28日  |
| 2    | 4話 - 6話   | キュアスカイ エル                                                        | ノンテロップOP&ED                                                                       | 2023年7月26日  |
| 3    | 7話 - 9話   | キュアプリズム エル                                                      | ノンテロップOP&ED                                                                       | 2023年8月23日  |
| 4    | 10話 - 12話 | キュアウィング エル                                                      | ノンテロップOP&ED                                                                       | 2023年9月27日  |
| 5    | 13話 - 15話 | キュアバタフライ エル                                                    | ノンテロップOP&ED                                                                       | 2023年10月25日 |
| 6    | 16話 - 18話 | ソラ ましろ ツバサ（人間体） あげは エル                                 | ノンテロップOP&ED                                                                       | 2023年11月22日 |
| 7    | 19話 - 21話 | キュアスカイ キュアプリズム エル                                         | ノンテロップOP&ED                                                                       | 2023年12月20日 |
| 8    | 22話 - 24話 | キュアウィング キュアバタフライ エル                                     | ノンテロップOP&ED                                                                       | 2024年1月24日  |
| 9    | 25話 - 27話 | キュアスカイ キュアプリズム キュアウィング キュアバタフライ エル         | ノンテロップOP&ED                                                                       | 2024年2月28日  |
| 10   | 28話 - 30話 | ソラ ましろ ツバサ（人間体） あげは エル                                 | ノンテロップOP&ED                                                                       | 2024年2月28日  |
| 11   | 31話 - 33話 | キュアマジェスティ                                                       | ノンテロップOP&ED                                                                       | 2024年3月27日  |
| 12   | 34話 - 36話 | キュアバタフライ                                                         | ノンテロップOP&ED                                                                       | 2024年3月27日  |
| 13   | 37話 - 39話 | キュアウィング                                                           | ノンテロップOP&ED                                                                       | 2024年4月24日  |
| 14   | 40話 - 42話 | キュアプリズム                                                           | ノンテロップOP&ED                                                                       | 2024年4月24日  |
| 15   | 43話 - 46話 | キュアスカイ                                                             | ノンテロップOP&ED                                                                       | 2024年5月22日  |
| 16   | 47話 - 50話 | キュアスカイ キュアプリズム キュアウィング キュアバタフライ マジェスティ | ノンテロップOP&ED                                                                       | 2024年5月22日  |

| 巻数 | 収録話数    | ジャケットイラスト | 映像特典 | 発売日        |
| ---- | ----------- | --- | --- | ------------- |
| 1    | 1話 - 12話  | 【パッケージ表】 キュアスカイ キュアプリズム 【パッケージ裏】 エル                                                                                           | 変身＆アクションシーン集 資料ギャラリー 前期ノンテロップOP&ED 『ひろがるスカイ！プリキュア』大紹介クイズ・EDダンスレッスン 前期ED主題歌ダンスレッスン CM集 | 2023年9月27日 |
| 2    | 13話 - 24話 | 【パッケージ表】 キュアウィング キュアバタフライ エル 【パッケージ裏】 キュアスカイ キュアプリズム                                                           | 変身＆技シーン集 資料ギャラリー | 2024年1月24日 |
| 3    | 25話 - 36話 | 【パッケージ表】 ソラ ましろ ツバサ（人間体） あげは エル 【パッケージ裏】 フォトスタジオのプリキュア衣装                                                    | 変身＆技シーン集 資料ギャラリー | 2024年3月27日 |
| 4    | 37話 - 50話 | 【パッケージ表】 キュアスカイ キュアプリズム キュアウィング キュアバタフライ キュアマジェスティ 【パッケージ裏】 カイゼリン カバトン バッタモンダー ミノトン | 変身＆技シーン集 資料ギャラリー | 2024年5月22日 |

#### ライブ・ビデオ
いずれもBlu-ray Discで発売。販売元は前2作までのハピネット・メディアマーケティングに代わり、本作品以降は後述の通りマーベラスから自社で販売を行っている。
ひろがるスカイ!プリキュアLIVE2023 Hero Girls Live 〜Max!Splash!GoGo!〜（発売元：ひろがるスカイ！プリキュアLIVE製作委員会・マーベラス、販売元：マーベラス、2024年2月16日発売）
2023年10月21日にパシフィコ横浜国立大ホールで開催された、主題歌歌手と出演声優によるキャラクターソングライブのうち、「ときめく夕空公演」の1公演分および特典映像として「ひろがる青空公演」の一部とMCを収録したライブ・ビデオ。通常版のほか、初回生産数量限定としてオープニング主題歌「ひろがるスカイ！プリキュア 〜Hero Girls〜」を収録したオリジナルオルゴール付版の2種類で発売された。詳細は当該項目を参照。
ひろがるスカイ！プリキュア 感謝祭（発売元：ひろがるスカイ！プリキュア感謝祭映像製作委員会・マーベラス、販売元：マーベラス、2024年6月28日発売、アクリルブロック付版：MJHX-02049、通常版：MJHX-02050）
2024年2月に開催された感謝祭イベントのうち、同月18日のプレミアム公演の全編、さらに特典映像としてファミリー公演および2月17日のプレミアム公演の一部を収録。封入特典としてアクリル版と通常版の2形態共通でブックレット、アクリル版のみブックレットに加え斎藤敦史描き下ろしによるイベントのメインビジュアルで使用された「オリジナルアクリルブロック」が初回生産数量限定で付属。

### 関連書籍
『アニメージュ』2024年1月号増刊 『ひろがるスカイ！プリキュア』特別増刊号（徳間書店、2023年11月28日発売）
映画公開に合わせて発行されるアニメージュの増刊号で、これまで同誌に掲載された記事の再録や最新情報、スタッフインタビューや声優の座談会・インタビューなど、テレビシリーズと映画の情報を掲載。
『ひろがるスカイ！プリキュア オフィシャルコンプリートブック』（アニメディア編集部・編、イード・発行、学研ムック・発売、2024年6月24日発売）ISBN 978-4058023051
主要キャラクターの紹介や設定資料、全ストーリーの解説、声優・スタッフなどのインタビュー、劇場版情報などで構成。
『ひろがるスカイ！プリキュア設定資料集』（東映アニメーション、2024年12月発売）
本作品の設定資料集。A4横版全200ページ、巻末には美術設定のカラーページを掲載、金箔押し入り透明スリーブケース付属。

### ゲームソフト
ひろがるスカイ！プリキュア ひろがる！パズルコレクション
2023年8月10日にディースリー・パブリッシャーより発売された、Nintendo Switch用ゲームソフト。パズルゲームを中心とした10種類のミニゲームを収録し、遊んだ回数に応じてゲーム内アイテム「LOVE」を集めることでアニメの名シーンなどのイラストを獲得でき、更にそれを元にしたジグソーパズルも遊ぶことができる。また、テレビ本編の進行にあわせてキュアマジェスティが追加登場、それに対応した更新データも配信された。

### コスメ商品・文房具
Pretty Holic

一昨年より展開している子供向け化粧品ブランド「Pretty Holic」が、本作品でも引き続き展開されており、プリキュア4人をイメージしたリップやネイルの他、ブランドとして新たにパウダーフレグランスとハンドクリームなどが発売されている。また、本作品のみの派生ブランドとして、文房具ブランド「Pretty Holic Stationery」を展開、4種類のレターセットと作中に登場する手帳が発売され、レターセットに付属のシールには石鹸の香りが仕込まれている。

## トピックス

### コラボレーション展開
- 環境省では、COOL CHOICEと東京都交通局とのタイアップによる、キャンペーン啓発のタイアップポスターの無料配布を実施した[182]。
- ピーチ・アビエーションでは、2023年3月4日より本作品とのコラボレーションを展開。本コラボを記念して同年3月13日から10月28日までの期間、同社の機体・JA827Pに本作品がラッピングされたコラボジェット「『ひろがるスカイ！プリキュア』ジェット」を運航したほか、コラボレーション実施開始日の20時から3月6日19時59分まで記念セール、5月9日20時から5月12日19時59分まで72時間セール[183]をそれぞれ開催、さらにはコラボジェットのダイカットステッカーが4月より、アクリルキーホルダーが8月下旬よりそれぞれ販売されている[184][185][186]。5月8日には第2弾として制服[注 51]を着用したプリキュアたちの描き下ろしイラストが公開された[187]。このほか本作品とのコラボレーション実施を記念した、キュアスカイとPeachの客室乗務員・整備士・パイロットによる本作品オープニング主題歌のミュージックビデオがプリキュア公式YouTubeチャンネルにて公開されている[注 52][60]。7月23日には新たにパイロット姿のソラと整備士姿のましろのコラボイラストを公開、オンラインショップではイラストを用いたアクリルスタンドの販売を開始したほか、前述の通り、本作品とのコラボレーション展開を機に一部エピソードでもコラボレーション回として、4月30日放送の第13話に同社の機体、7月30日放送の第26話に機体のほかスタッフやキャビンアテンダント、空港内のチェックインカウンターなども登場した[ep 34][ep 12][45][46]。
- ミツハシライスでは、本作品とのコラボレーション商品としてこむすびセットが2023年3月7日に発売された。1個35グラムの俵型で、子供の小さい手でも食べやすい大きさとなっている。味は「鮭わかめ」と「おかか」の2種類がセットで入っており、皿の代わりとしても使用できるトレーや、プリキュア4人が描かれた全5種類のおまけシールがランダムで1枚付属されている[188]。
- 松屋フーズでは、2023年8月1日10時から同年10月31日までの期間、対象のメニューを1点注文すると松屋のマスコットキャラクター「マッキー」[189]を抱えたプリキュア達が描かれたオリジナルグッズが貰えるキャンペーンを実施。第1弾としてプリキュア4人とエルが描かれた全5種類のオリジナル缶ミラー、9月中旬より第2弾としてキュアマジェスティも加わったプリキュア5人が描かれたオリジナルA4クリアファイルがそれぞれ貰えた[注 53][190][191][192]。
- JR東海パッセンジャーズ（現・JR東海リテイリング・プラス[193]）では、プリキュアシリーズ公式ショップ「プリキュア プリティストア」の出張店を東海道新幹線の品川駅北口新幹線のりば・北のりかえ口改札内コンコース及びのぞみ・ひかり（東京 - 新大阪間）の車内販売で2023年7月20日から26日まで期間限定で開店、これにあわせて新幹線パーサーの制服を着用したプリキュアたちの描き下ろしイラストを用いたオリジナルグッズを出張店及び常設店（大阪本店・東京店・横浜店）・20周年記念店舗でそれぞれバージョン違い[注 54]で販売した。さらに7月25日には、品川駅北口新幹線のりば・北のりかえ口改札内コンコースの店舗隣接エリアにてキュアスカイとキュアプリズムによるハイタッチ会も実施された[194][195]。
- シャープの音声カスタマイズサービス「COCORO VOICE」では2023年8月16日より、プラズマクラスター空気清浄機、ウォーターオーブン「ヘルシオ」、自動調理鍋「ホットクック」向けに、本作品のプリキュアたちによるカスタムボイスの販売を行っている。また、このコラボレーションを記念し、「COCORO STORE」にて9月14日から12月26日までプリキュア5人が描かれたオリジナルイラストが前面にプリントされた空気清浄機のカスタマイズモデルの販売、空気清浄機のカスタマイズモデルまたはカスタマイズ音声とのセット商品を購入した全員にプリキュアたちが描き起こしされたオリジナルのアクリルスタンドが5種類の中から1つ貰える発売記念キャンペーンの実施、シャープ公式サイトにて空気清浄機や空気についての情報を学ぶことができる専用サイトの公開といった施策が行われている[196][197]。
- かっぱ寿司では、2023年9月21日より無くなり次第終了までプリキュア5人が描かれたミニポーチが貰えるプレゼントキャンペーンを実施。店内で飲食または持ち帰りを行い、税込2000円以上の利用でかっぱ寿司公式アプリの「バーコード付引換券」をレジに提示するとミニポーチが税込2000円ごとにプレゼント。さらに、9月15日から10月9日までの期間に、映画『F』のミラクルライトを会計時に提示するとミニポーチが貰える施策も行われた[198]。
- 阿智昼神観光局では2023年10月7日から11月19日まで長野県下伊那郡阿智村の富士見台高原ロープウェイヘブンスそのはらにて本作品とのコラボレーションイベントを開催。早朝5時から7時には「天空の楽園 雲海Harbor」とのコラボドリンク販売、日中にはスタンプラリーイベント、夜間にはキュアスカイによる星空解説ツアーイベント「天空の楽園 ナイトツアー　ひろがるスカイ！プリキュア　キュアスカイの星空解説 上映」がそれぞれ実施されたほか、フォトスポットの設置やオリジナルグッズの販売、ステージショーも行われた[199]。また、2023年8月26日には映画公開に先駆けプリキュアシリーズ20周年にちなんで全国各地で実施された企画「映画プリキュアが繋ぐ20の絆」の企画第10弾としてキュアプリズムと『ヒーリングっど』のキュアグレースが参加するSNSへの投稿可能な写真撮影や、フォトスポットやクイズラリーなどの施策も実施された[200]。
- ローソンでは『仮面ライダーガッチャード』と共同でPonta・dポイントカード会員限定のキャンペーンを実施。2023年12月5日0時から12月18日23時59分までキャンペーンサイトにてエントリーし、ローソンオリジナルの菓子・珍味を購入、会計時にPontaまたはdポイントカードを提示すると商品1個につきスタンプ1個が付与され、一定の数のスタンプを集めると抽選で玩具などの景品が貰えるプレゼントに応募することが可能となっていた[201]。
- 同じ朝日放送テレビ制作・テレビ朝日系で2023年12月24日に放送の『M-1グランプリ2023』とコラボレーション、同番組放送前週の第45話と放送当日にあたる第46話の放送後にキュアスカイとキュアプリズムによる同番組の番宣CMが放送された[ep 23][ep 46][202]。またM-1公式YouTubeチャンネル・Instagramではスカイとプリズムが漫才を披露するコラボ動画も公開された[203]。

### 話題
- 国営ひたち海浜公園（茨城県ひたちなか市）において、男性客が園内でキュアスカイの着ぐるみを着用し、公式によるものと誤認させる形でキャラクターグリーティング行為を来園した一般の子供たちに対して行い、その模様をSNS上で投稿したところ、この投稿が拡散され、この着ぐるみと写真を撮った子供の親などから戸惑う声などが上がり、炎上状態となった。この問題を受けて東映アニメーションは企業・作品双方の公式SNSにおいて公共の場での非公式のグリーティング行為を自粛するよう注意喚起を行ったほか、国営ひたち海浜公園もコスプレ等のルールに関して禁止事項を追加する運びとなった[204][205]。
- 上述の池袋サンシャインシティで開催の「おでかけ！ひろがるワールド！」のなりきり写真館において、男児の母親が「キュアウィングの衣装だけが用意されておらず、息子はボロボロと泣いてしまった」とSNSに投稿、物議を醸すことになった。母親は取材に対し作品に携わっている各社に感謝の意を示した上で、「息子がちょうどアニメに興味を持ち出した年齢で初の男子メインキャラであるキュアウィングが登場したことは世代的に本当に幸運なことであったと思います。キュアウィングはそんな子供に手を差し伸べてくれたヒーローだと思うので、どうか他のメインキャラと同じように変身衣装までの発売を検討していただきたいです」と思いを述べた。イベント運営側はバンダイが発売する「変身プリチューム」を使用するものの、イベント開催時点ではウィングの衣装は市販されていなかったためと説明。バンダイは販売されていない理由について「個別の詳細については回答を差し控える」としていたが、その後同社通販サイト「プレミアムバンダイ」にて通販を行う事を発表、先行する形でプリティストアのフォトスタジオでもウィングの衣装で撮影を可能にすると発表した。東映アニメーションも作品公式SNSで「多くの声が寄せられた」とした上で「今後も皆さんに喜んで頂けるような『作品』と、様々な『体験』をお届けしてまいります。引き続きどうぞよろしくお願い致します」と声明を投稿している[206][207][208]。